# Artillerie lourde sur voie ferrée
Pour un article plus général, voir Artillerie sur voie ferrée.

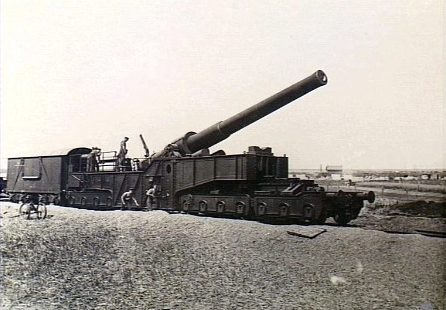
Obusier de marine de 305 mm Armstrong-Whitworth à Méaulte, vers 1916.

L'artillerie lourde sur voie ferrée a été créée afin d'utiliser des canons de très gros calibre à une époque où les solutions sur route ne permettaient pas de transporter des masses importantes. Les canons et mortiers sur rail permettaient de tirer des calibres importants. L'artillerie lourde sur voie ferrée a majoritairement été employée pendant les Première et Seconde Guerre mondiale.

## Matériels d'artillerie
Différents types de matériels d'artillerie sur voie ferrée sont développés.
- Affût truck à glissement : le canon est solidaire du châssis et le recul est atténué par le frottement de pièces de bois contre les rails de la voie de chemin de fer. La direction de tir est réglée par le positionnement sur un épi courbe de voie ferrée, construit pour l'occasion.

- Affût truck sur berceau : le canon est relié au châssis par un lien élastique qui amortit le recul du départ du coup. Le matériel d'artillerie est mis en place sur un épi droit de voie ferrée.

- Affût TAZ (tous azimuts) : le canon peut tirer dans toutes les directions et se placer librement sur toutes les voies de chemin de fer. Des jambes de force stabilisent l'affût sur le sol pour permettre le tir en travers. La résistance des stabilisateurs limite le calibre des pièces.

Canon français de 320 mm de la Première Guerre mondiale.

## Historique
Les premières pièces d'artillerie montée sur rail datent de la Guerre de sécession. Il s'agissait de mortiers lourds occasionnellement et simplement posés sur des wagons. Plus sophistiqué fut le "Dryland Merrimac", casemate d'artillerie armée d'une pièce lourde, boulonnées sur un wagon. Conçue et réalisée à l'initiative du général Robert Lee, il fut le premier engin ferroviaire utilisé au combat, lors de la bataille de Savage's Station. Ces matériels étaient fixes, utilisaient les courbes des lignes de chemin de fer pour effectuer des pointages. 
Il faut ensuite attendre 1897 pour qu'apparaisse de nouveau ce type de matériel, mais subitement très moderne, pouvant effectuer des tirs sur 360° : les "Affuts-trucks Peigné Canet modèle 1897 sur voie de 60". Il s'agit d'un matériel français, inventé par le général Paul Peigné, qui consiste en des canons de 155 C ou de 120 L montés sur des affuts-trucks spéciaux utilisables uniquement sur des voies ferrées de 60 cm de large, à l'intérieur des forteresses pour leurs défenses.  
Les premiers locotracteurs diesel furent mis au point pour tracter des canons sur rail, car produisant bien moins de fumée que les locomotives à vapeur, ils étaient plus discret à l'approche du front. En France, la Compagnie des forges et aciéries de la marine et d'Homécourt ont ainsi produit deux séries : des locomotives à deux bogies moteur, type BB, et des locotracteurs à deux essieux, tous deux basés sur le système Crochat.
Peu de temps après le début de la Première Guerre mondiale, plusieurs nations belligérantes se penchèrent sur la possibilité de rendre mobiles des pièces d'artillerie super lourdes, telles des canons de défense côtière pesant parfois plus de 150 tonnes (tube + affut). La seule possibilité fut de les adapter au transport sur rail, la pièce étant apte à effectuer des tirs sans trop de préparation.
L'artillerie lourde sur voie ferrée (ALVF) fut utilisée côté français à partir de 1915. Ces canons de fort tonnage étaient tractés par des locomotives type 140, spécialement étudiées pour cette tâche. Commandées à 70 exemplaires par le ministère de la Guerre, elles furent construites en Angleterre par Vulcan Foundry de 1915 à 1920, et  immatriculées "1 à 70 ALVF". Elles seront démobilisées début 1920 et vendues aux réseaux de la Compagnie des chemins de fer de l'Est et de la Compagnie des chemins de fer de Paris à Lyon et à la Méditerranée à raison de 35 exemplaires chacun.
De nombreux pays, tels les États-Unis, utilisèrent des marins ou des membres de leurs marines respectives  pour servir les pièces d'ALVF, qui étaient souvent des canons lourds initialement conçus pour être installés sur des navires.
Les ALVF connurent un important renouveau via l'Allemagne nazie, car compatibles avec la doctrine allemande d'armes d'élite produites en très peu d'exemplaires. La plus puissante pièce d'artillerie conventionnelle fut ainsi le Schwerer Gustav, canon sur rail de 800 mm, pouvant porter à 48 kilomètres et tirer des obus de huit tonnes. Il fut utilisé uniquement lors du siège de Sébastopol en 1942. Bien qu'ayant marqué l'histoire de l'artillerie et des ALVF, ce canon très coûteux ne tint qu'un rôle des plus anecdotique.

## Galerie

### Armée allemande
- 1914-1918

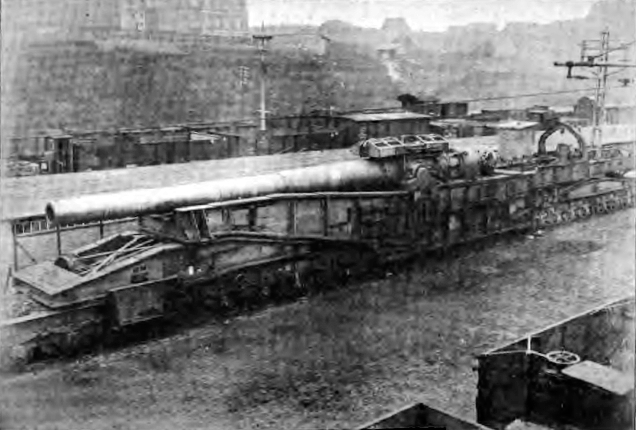
38 cm SK L/45
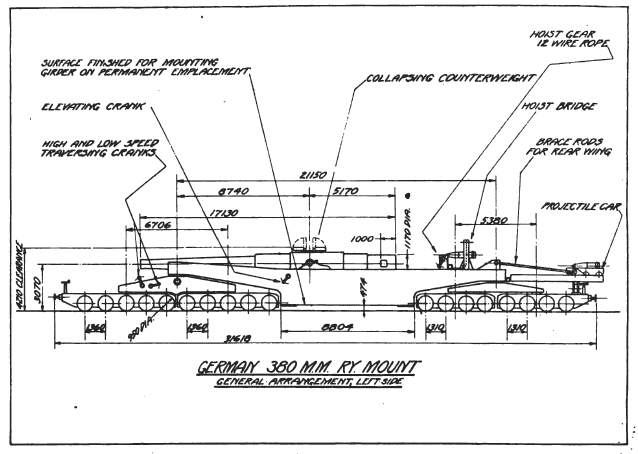
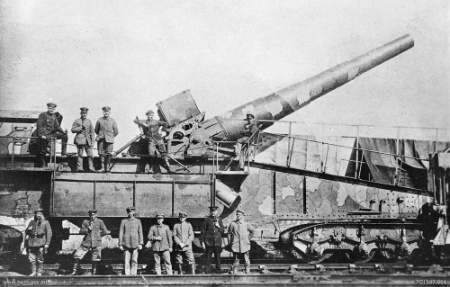
28 cm L/40
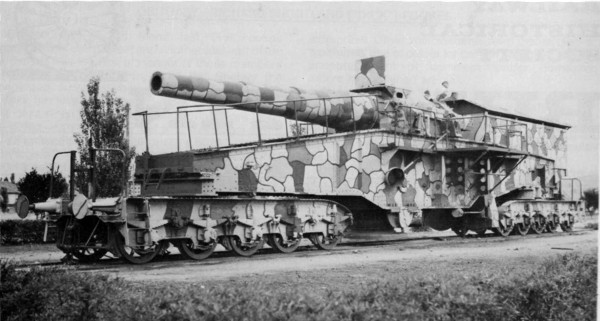
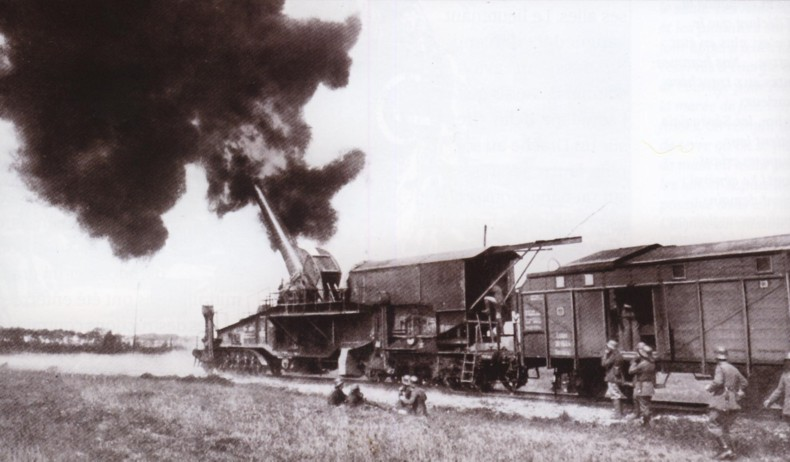
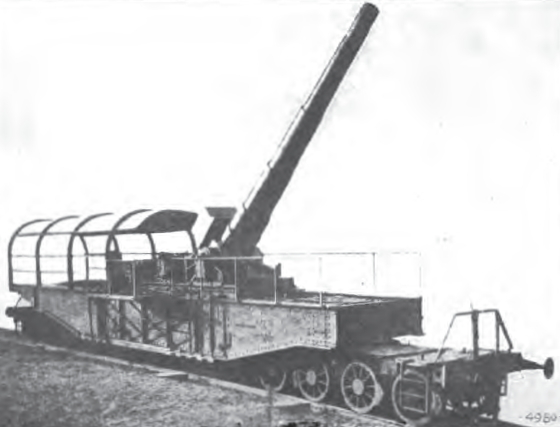
24 cm SK L/40 "Theodor Karl"
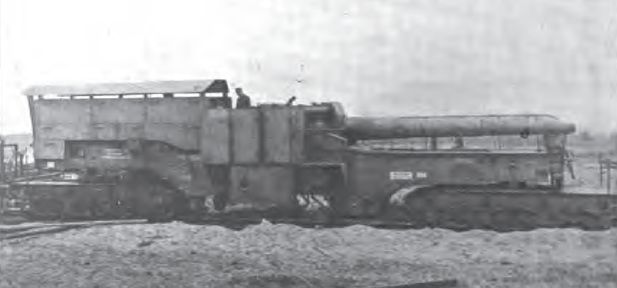
21 cm "Peter Adalbert"
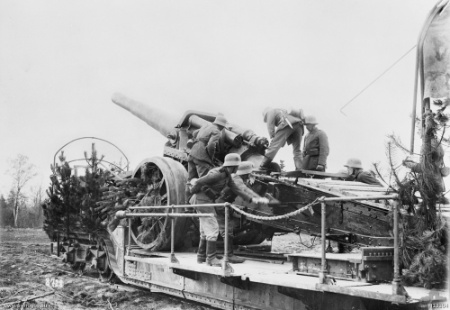
17 cm SK L/40
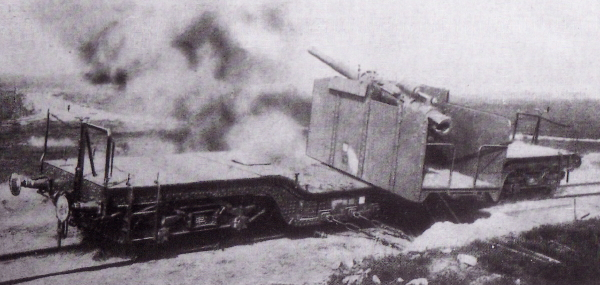
15 cm SK L/45 "Nathan"

- 1939-1945

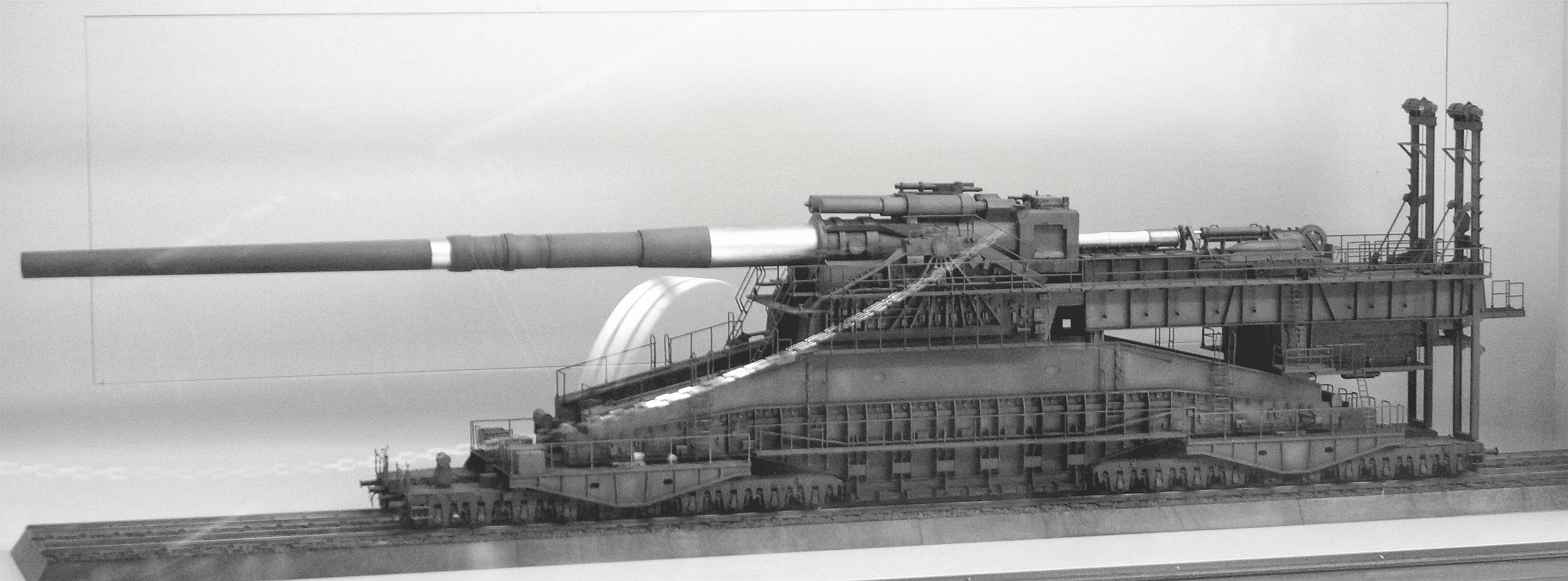
80-cm Eisenbahngeschütz Dora
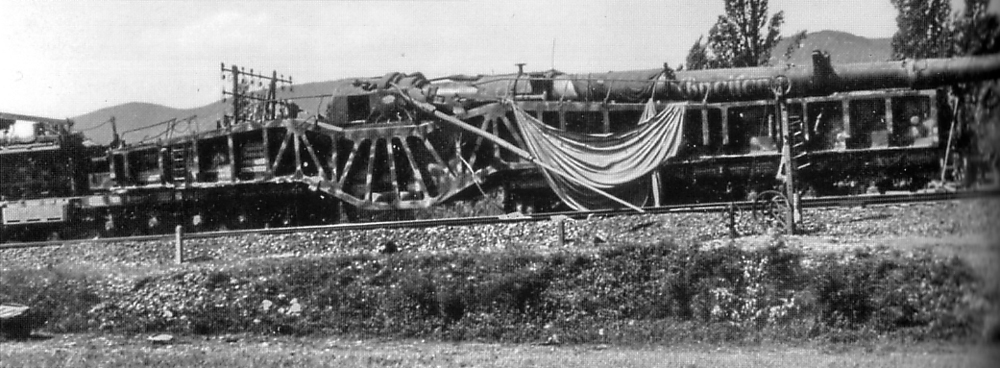
38 cm Siegfried K (E)
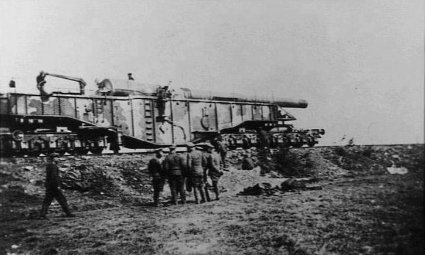
Krupp K5 28 cm

### Armée britannique

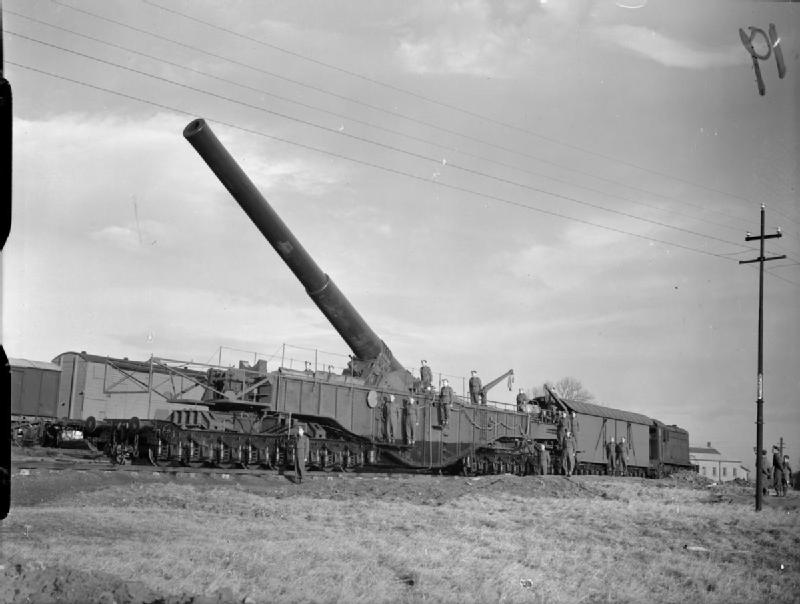
18 inch Railway Howitzer
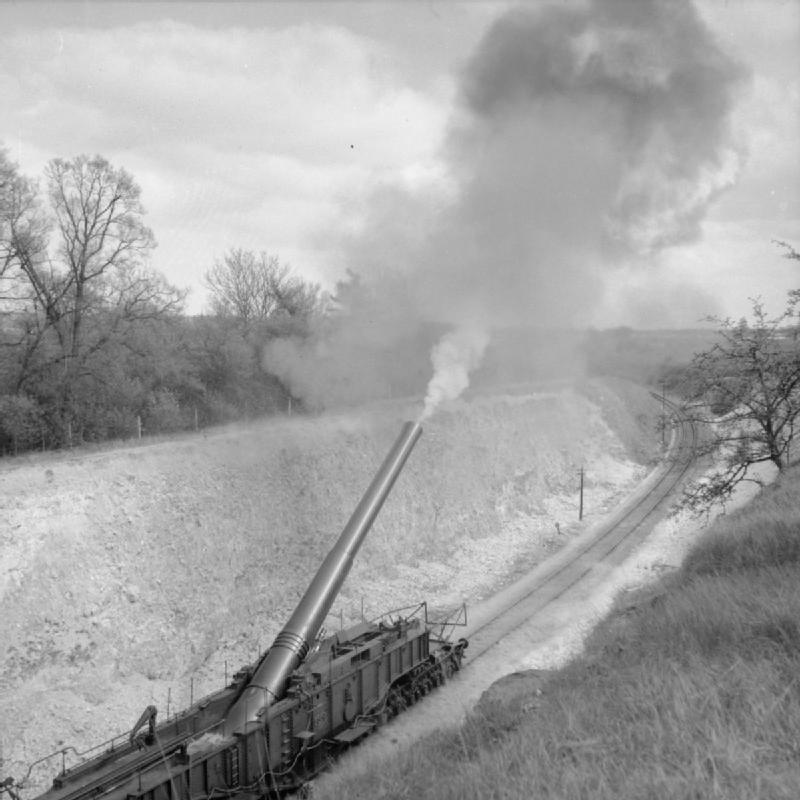
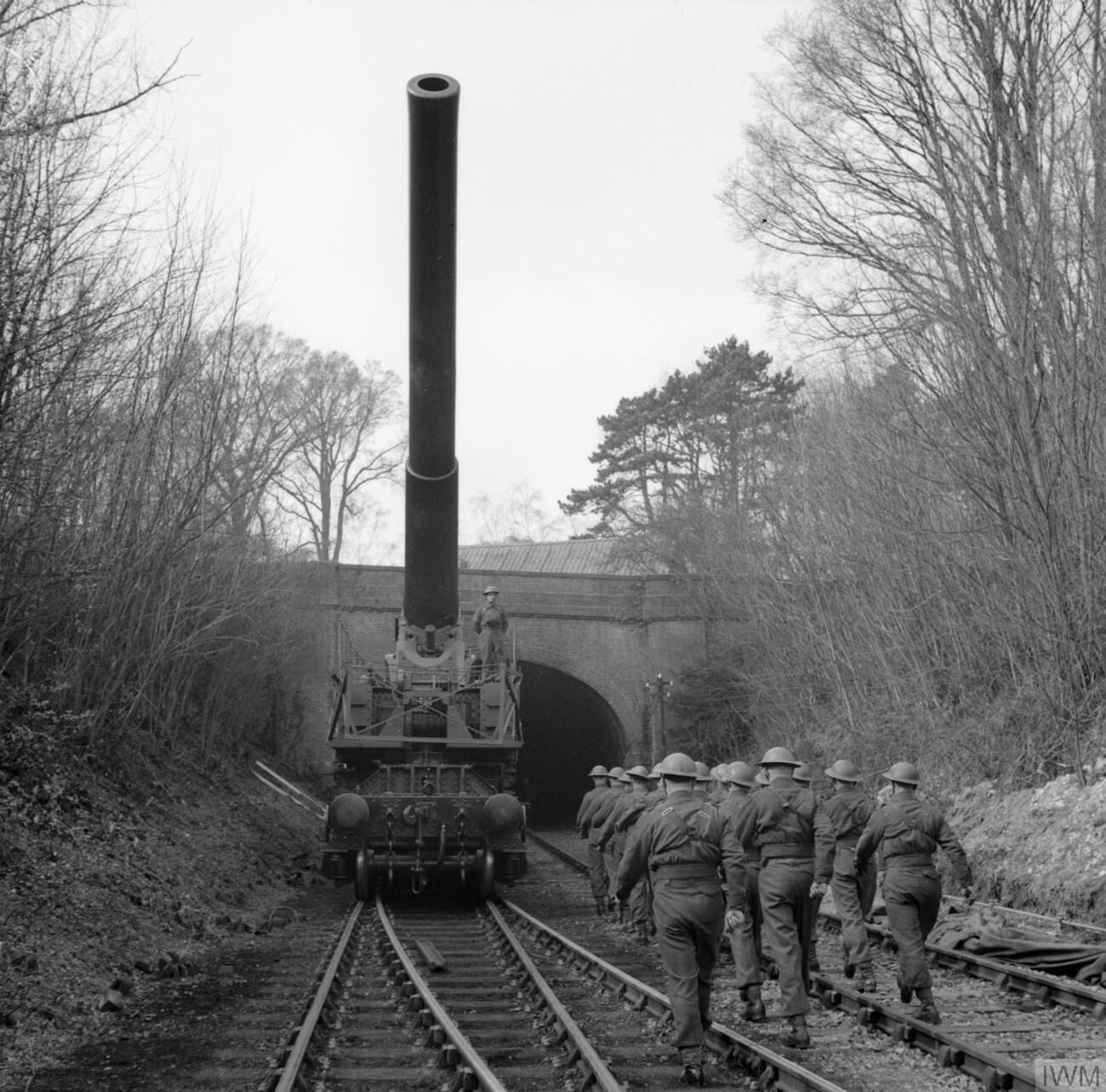
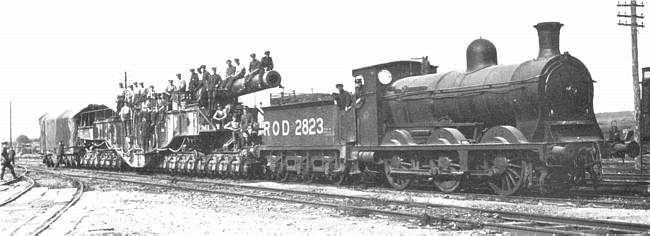
14-inch railway gun et locomotive
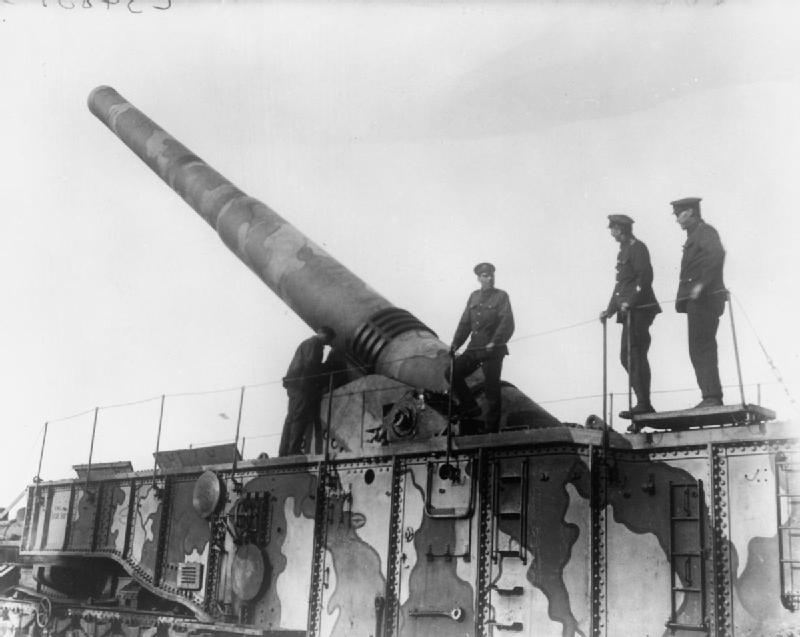
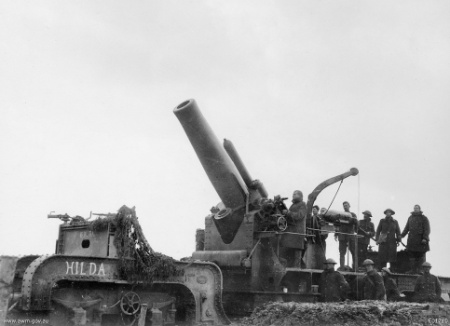
12 inch MK I & III railway howitzer
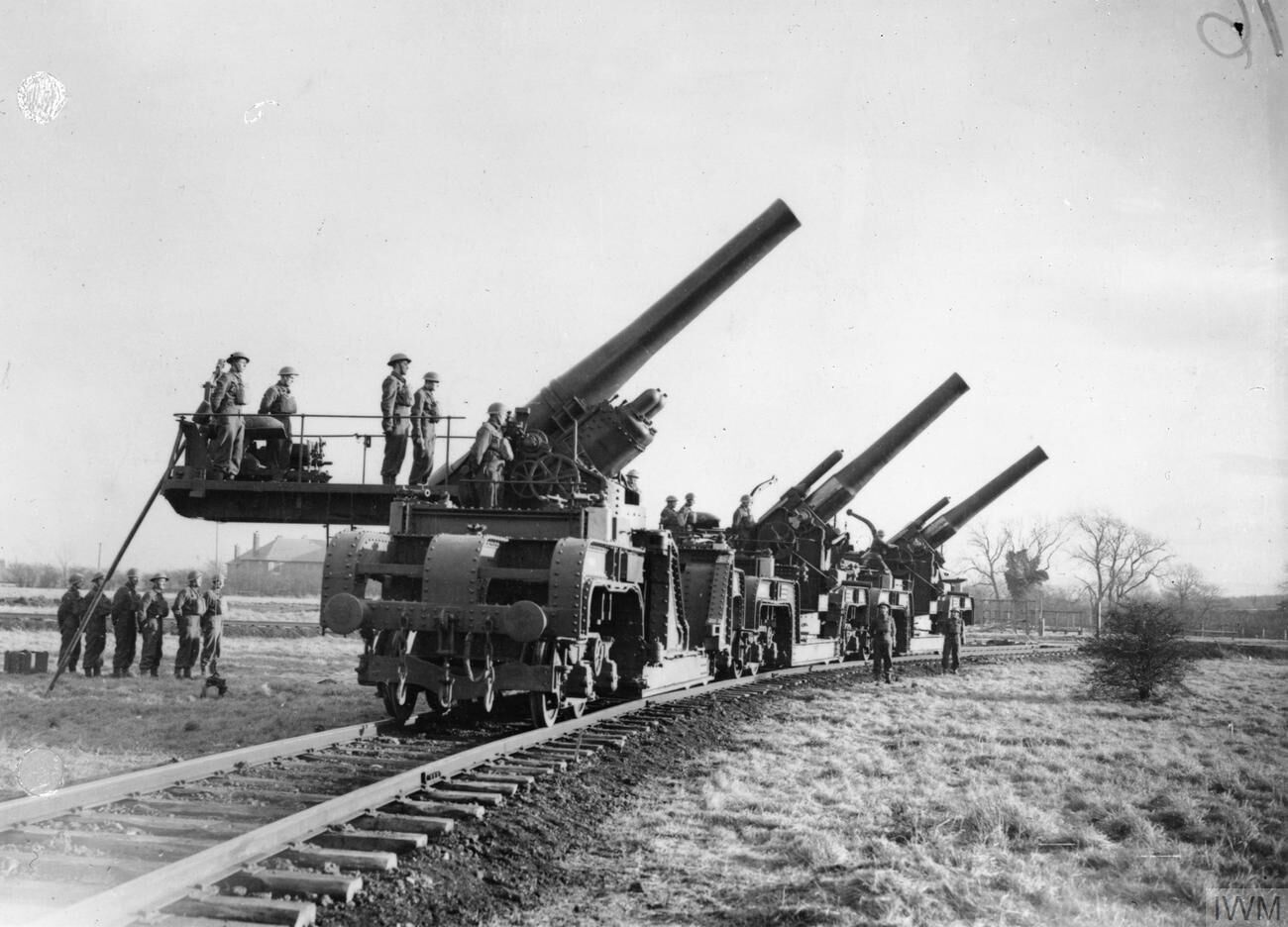
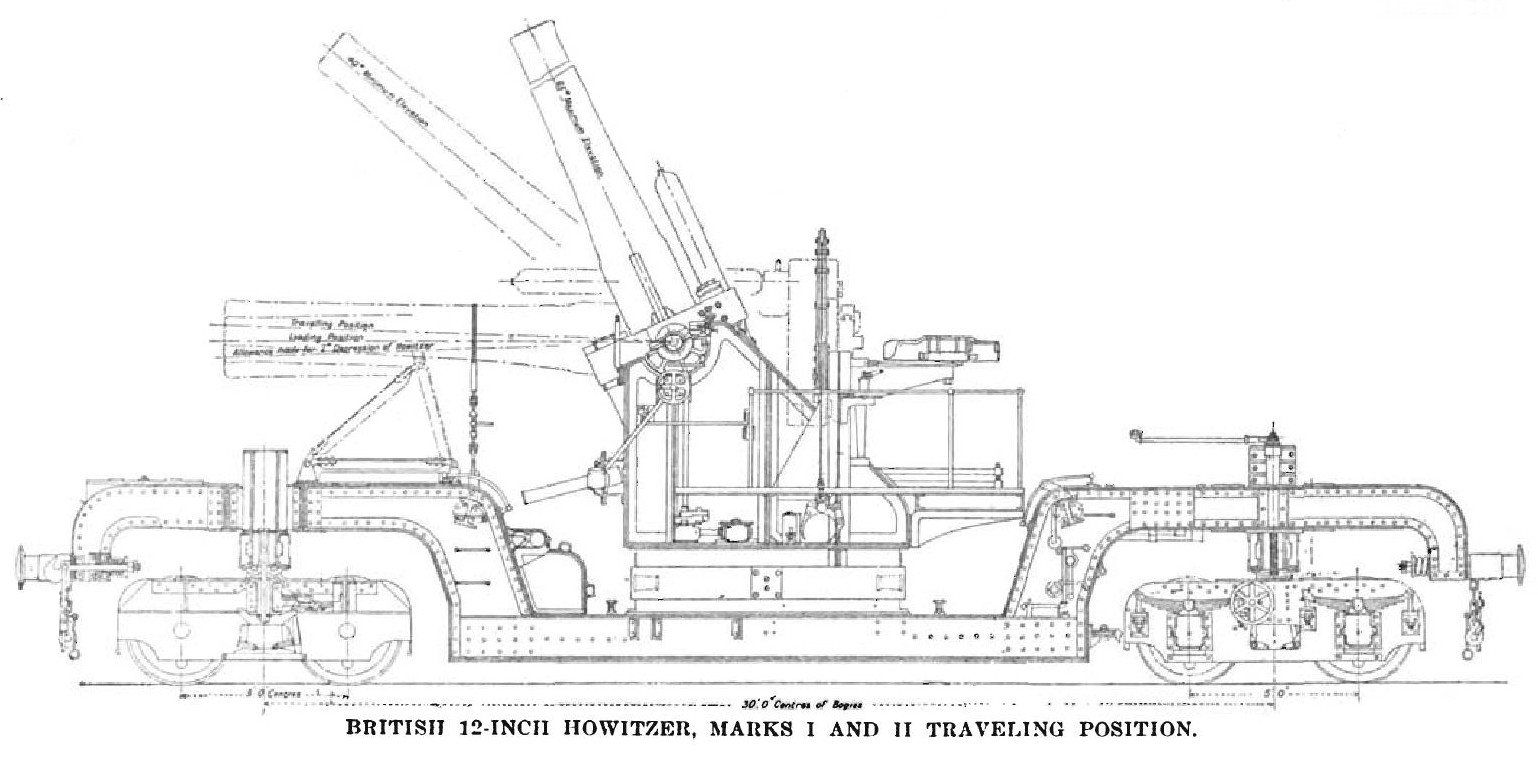
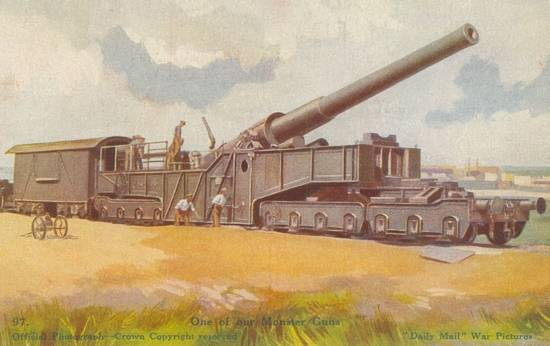
12 inch Railway Gun
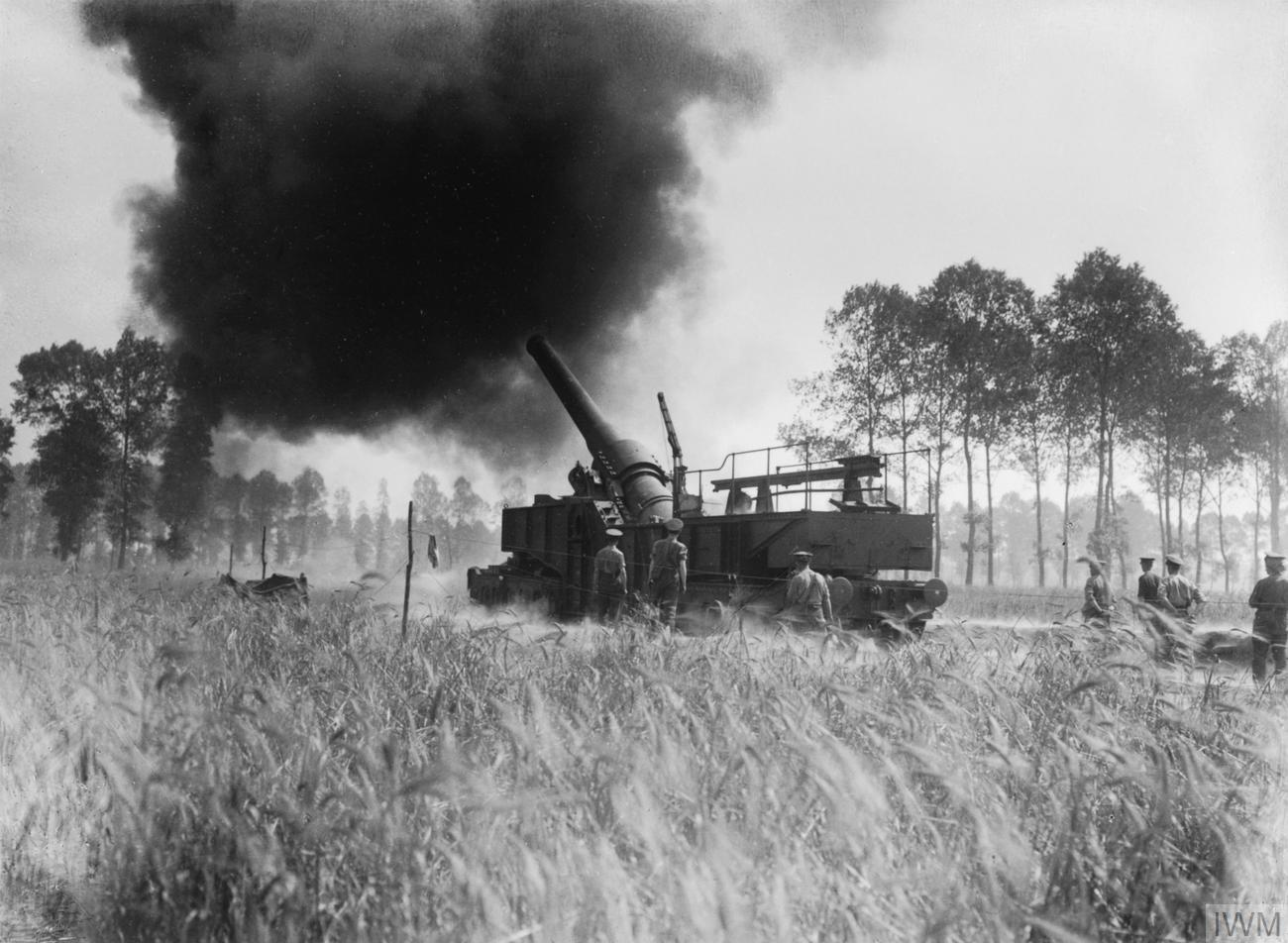
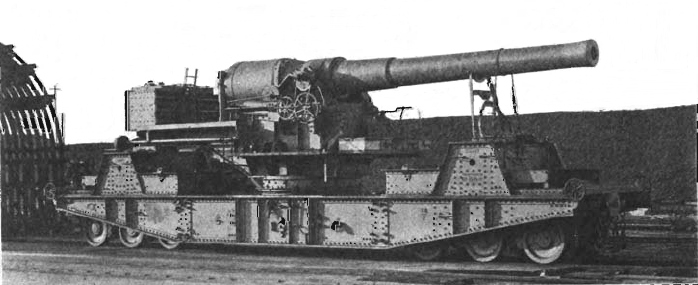
9.2 inch Railway Gun
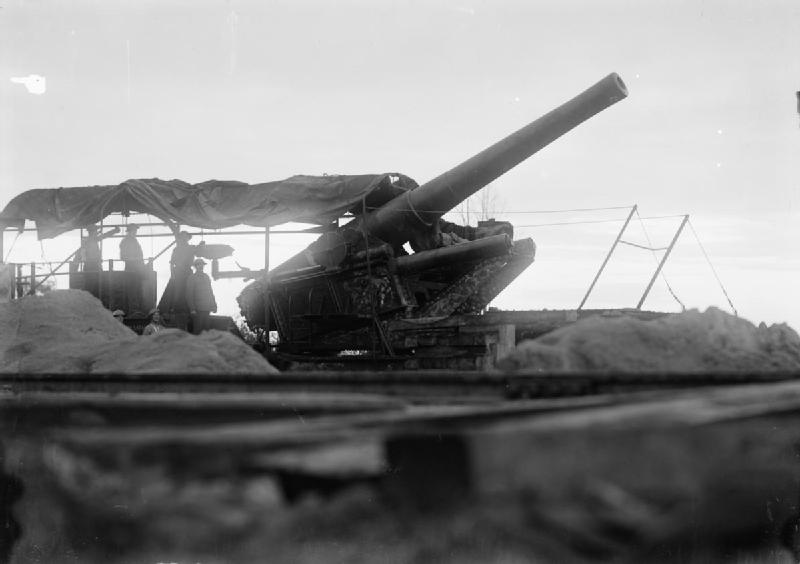
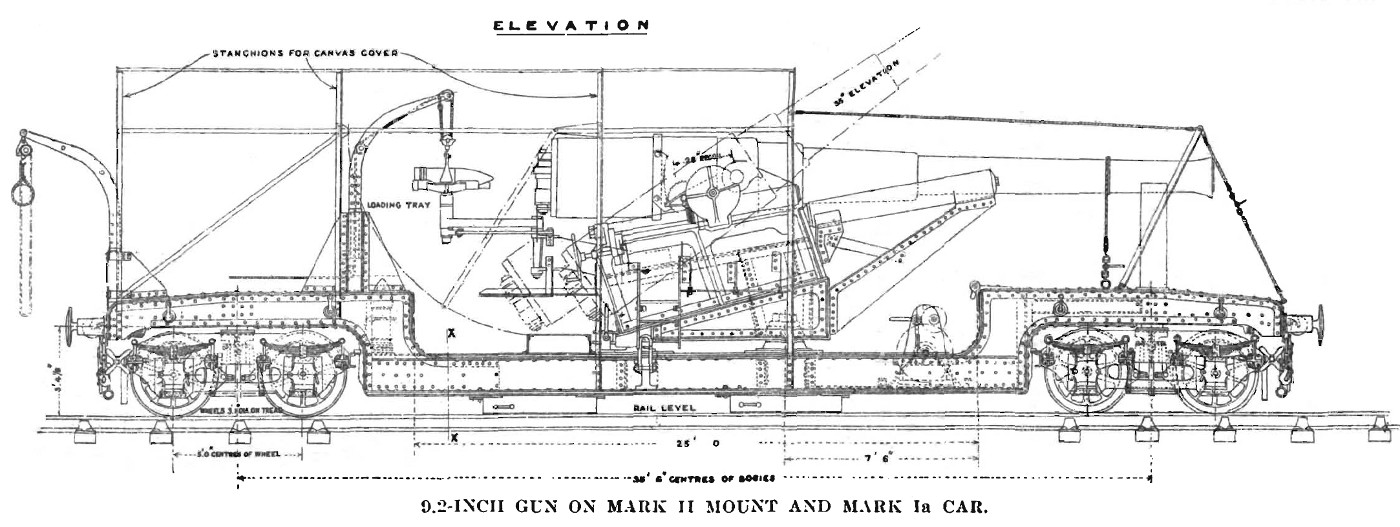

### Armée française

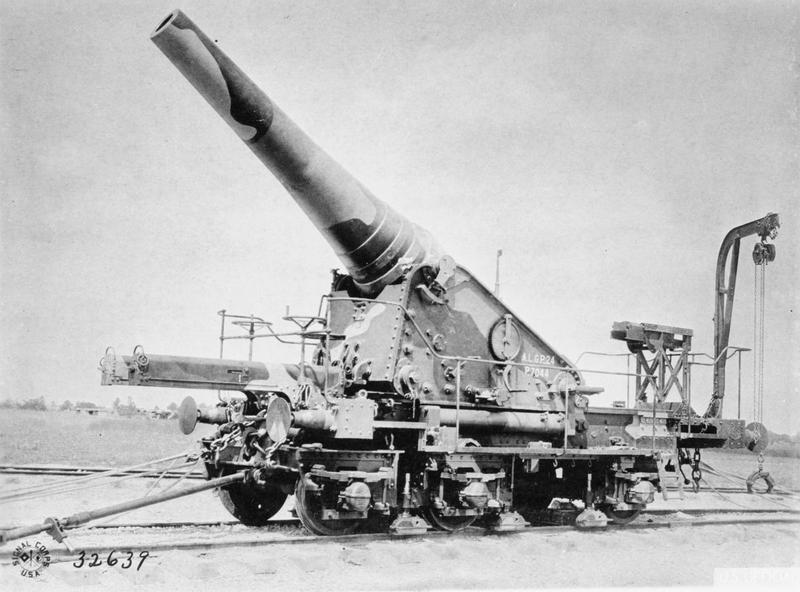
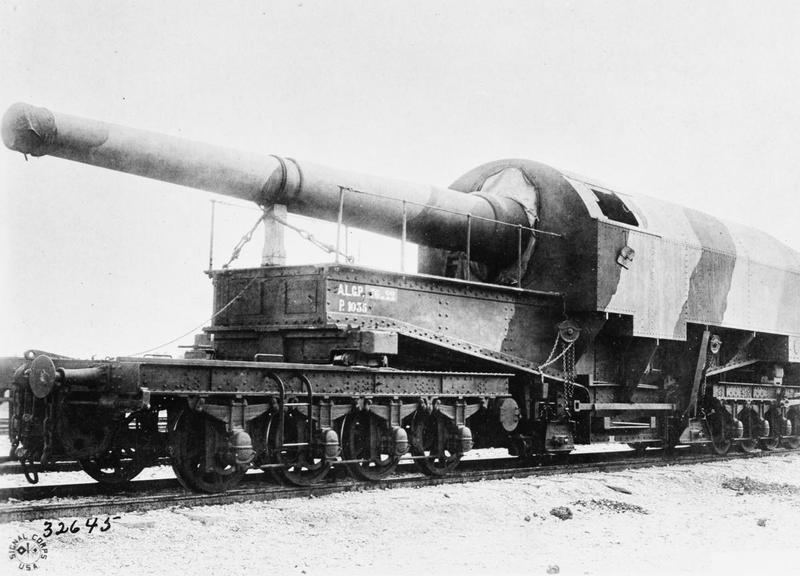
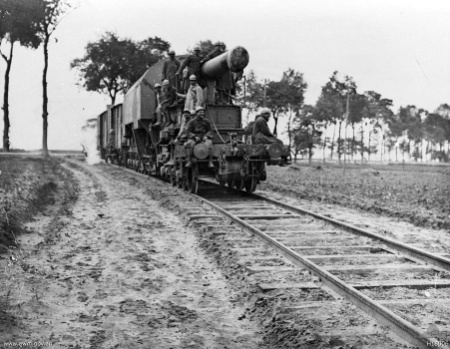
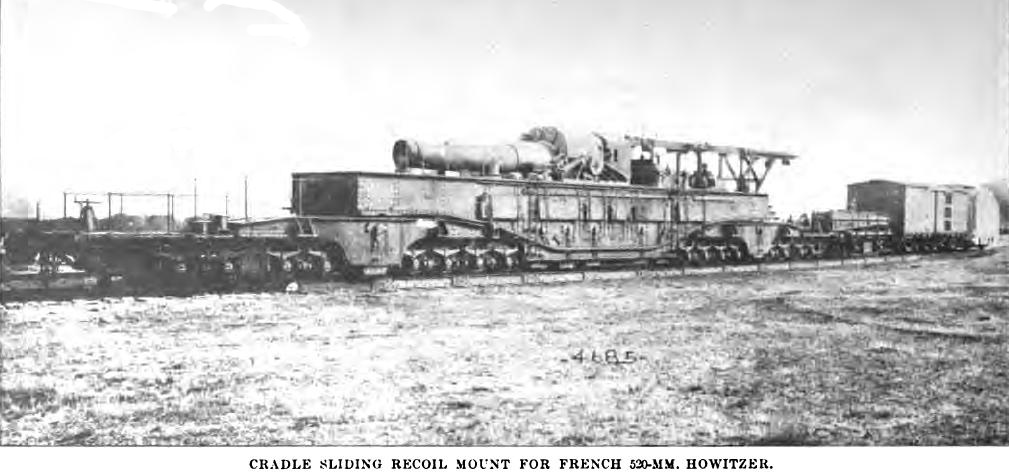
Obusier de 520 mm modèle 1916
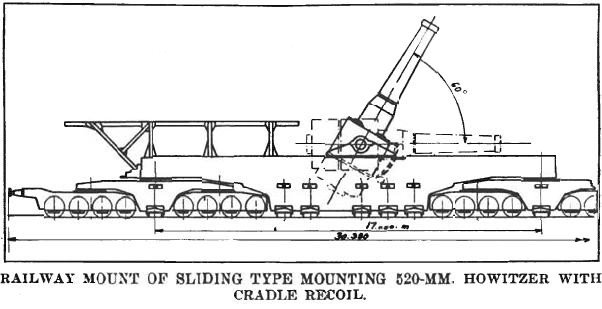
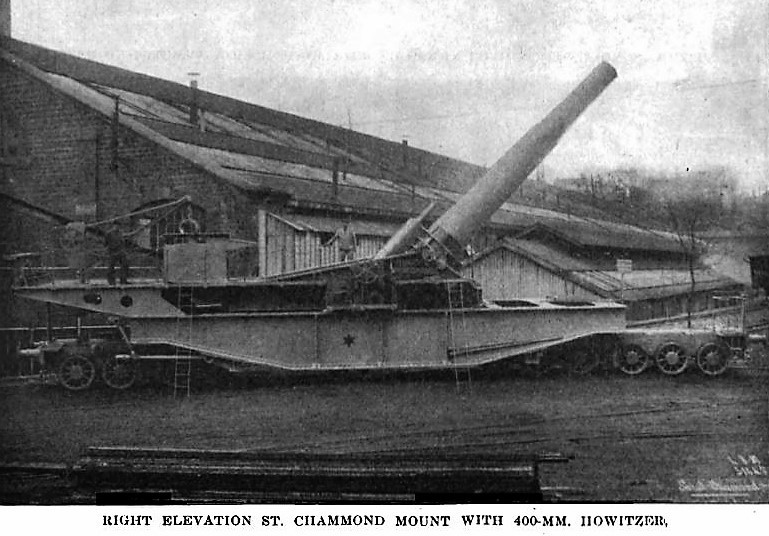
Obusier de 400 mm
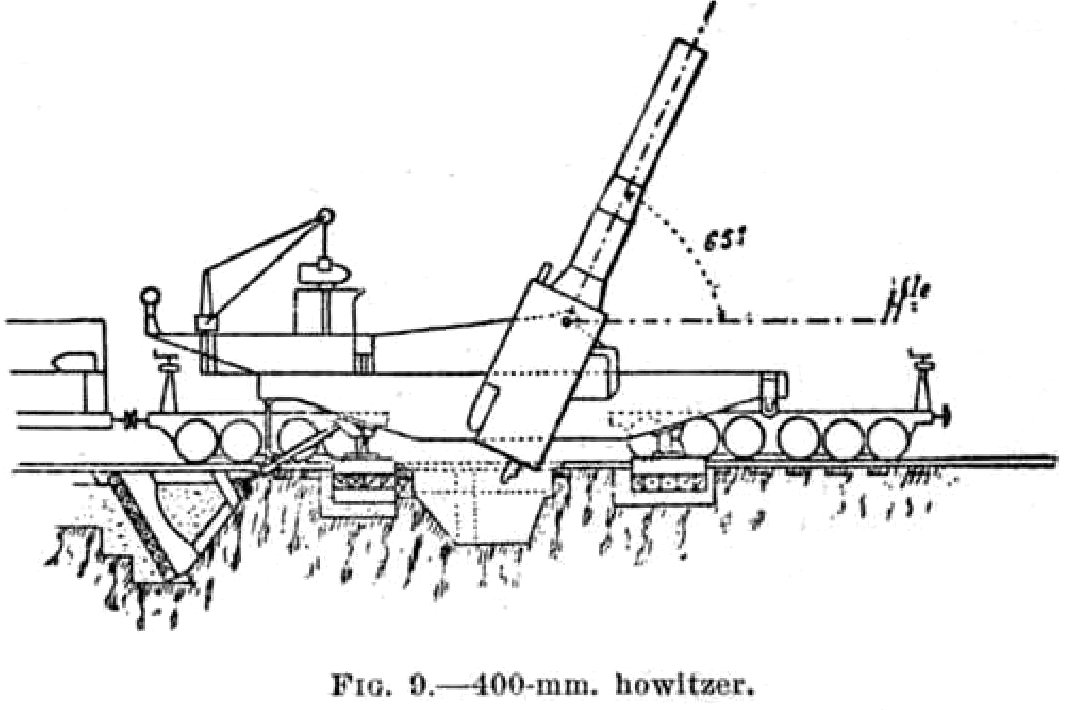
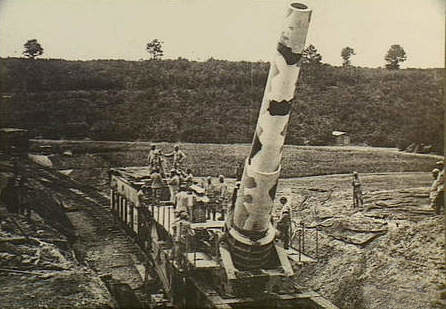
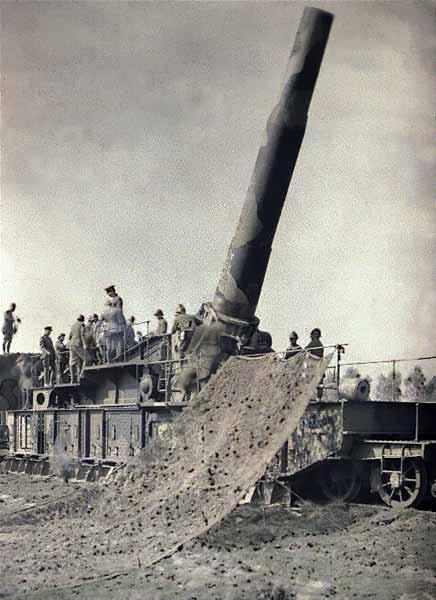
370 mm
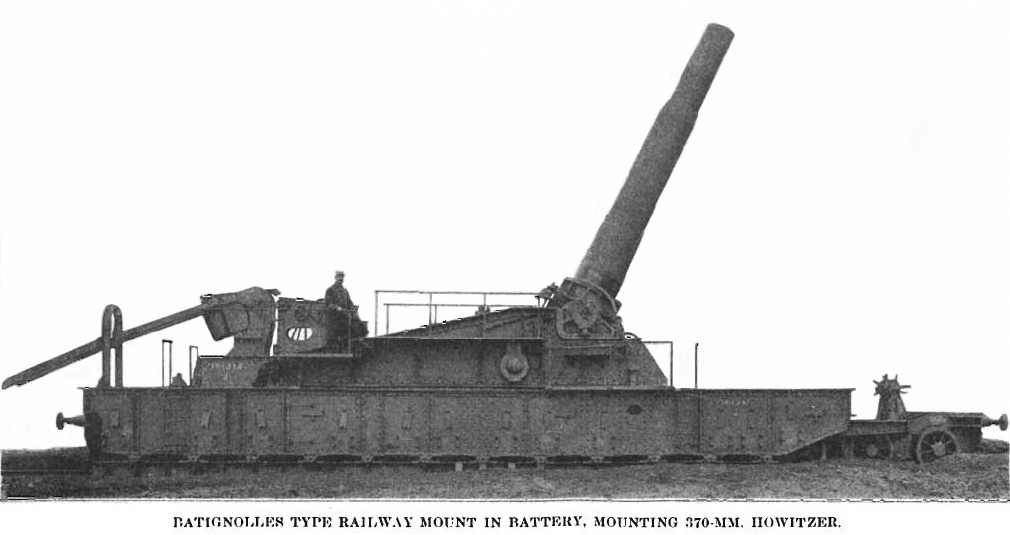
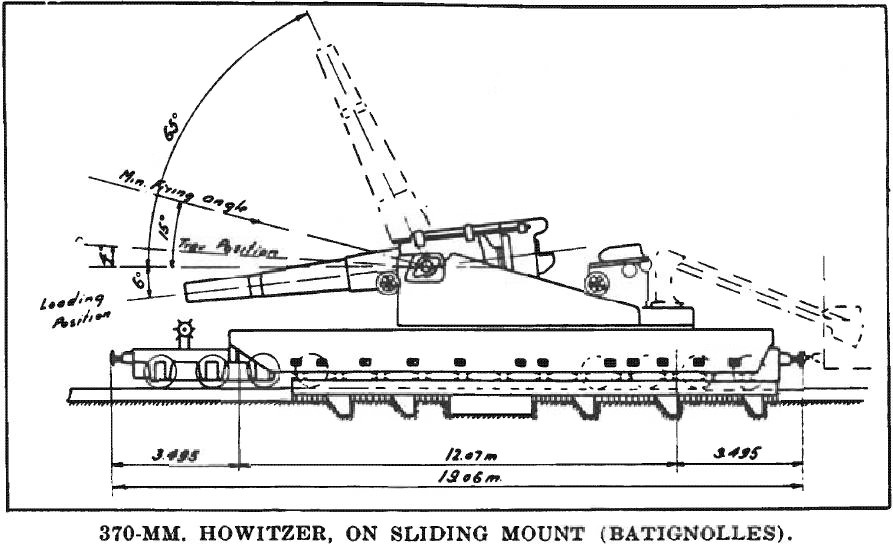
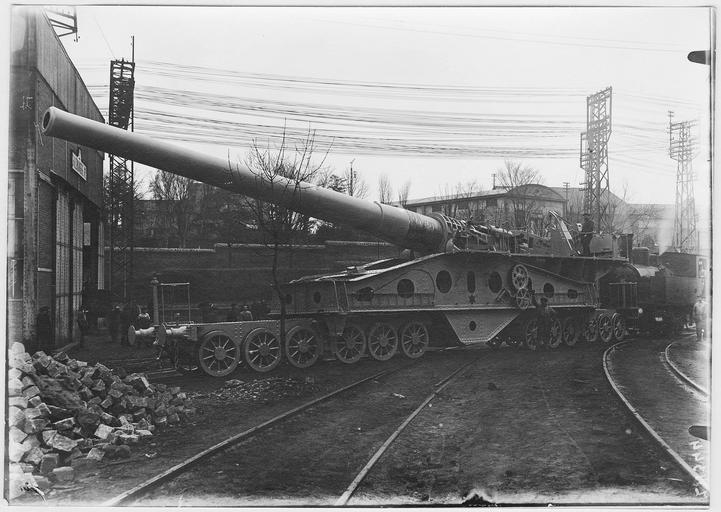
Canon de 340 mm/45 Modèle 1912
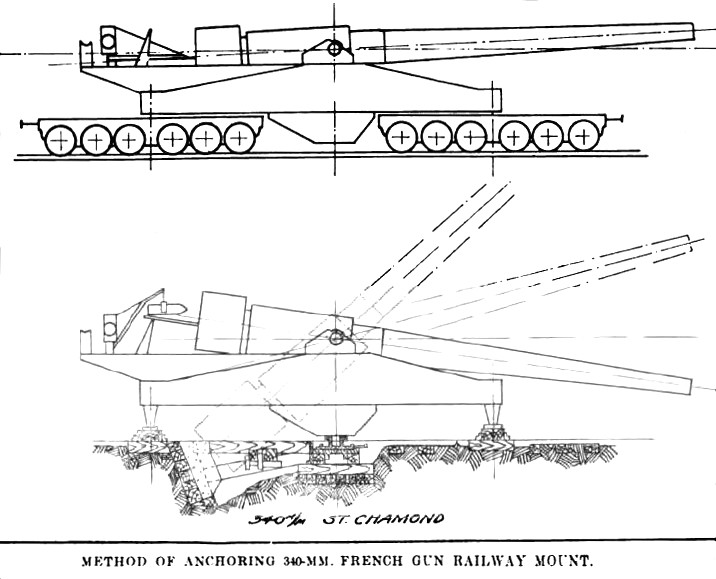
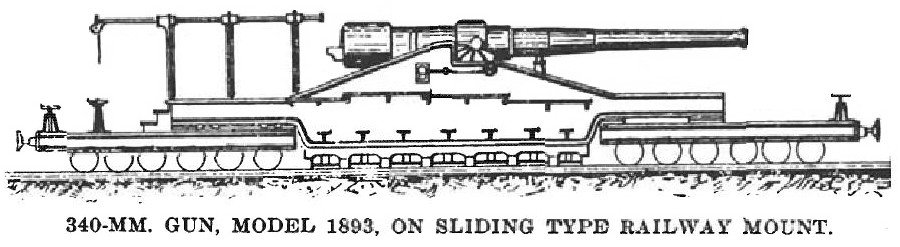
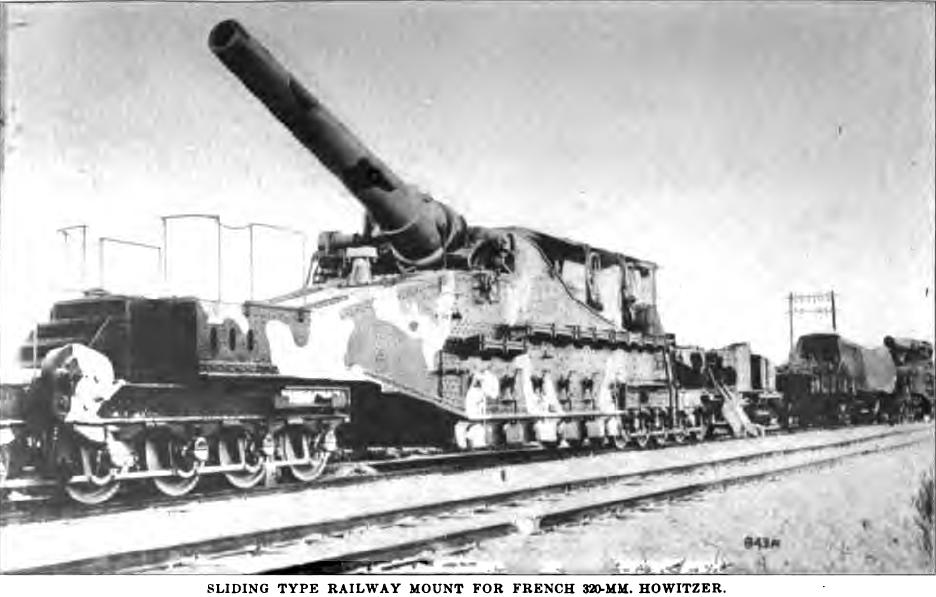
320 mm
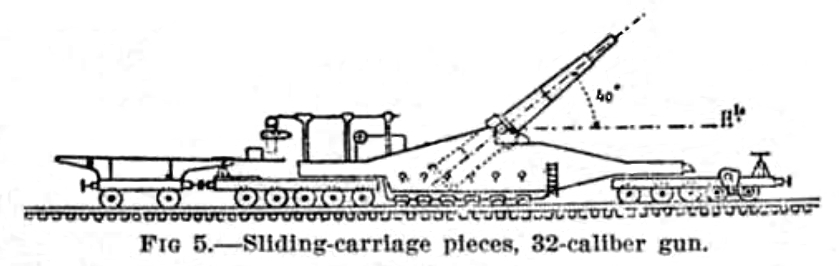
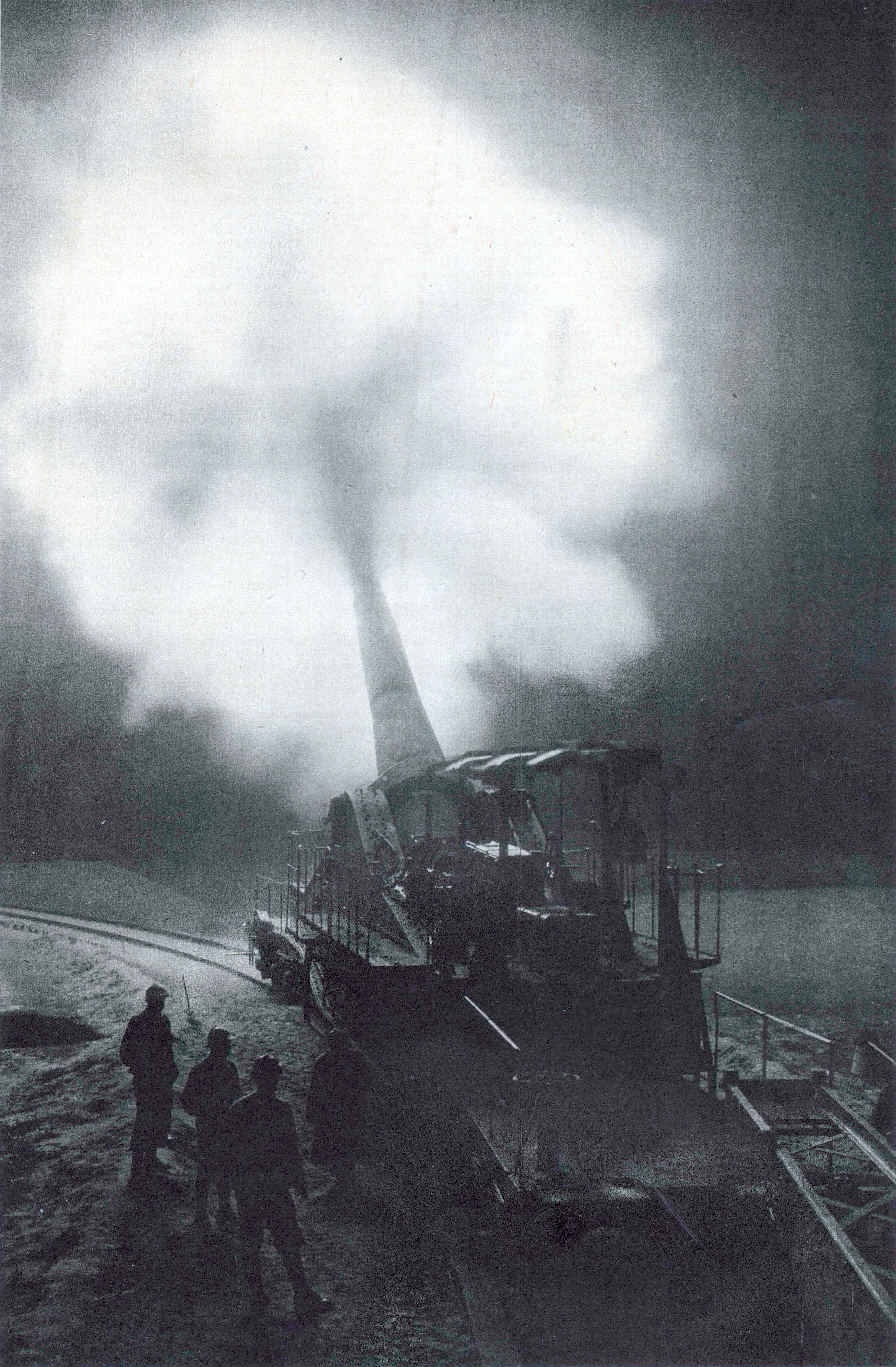
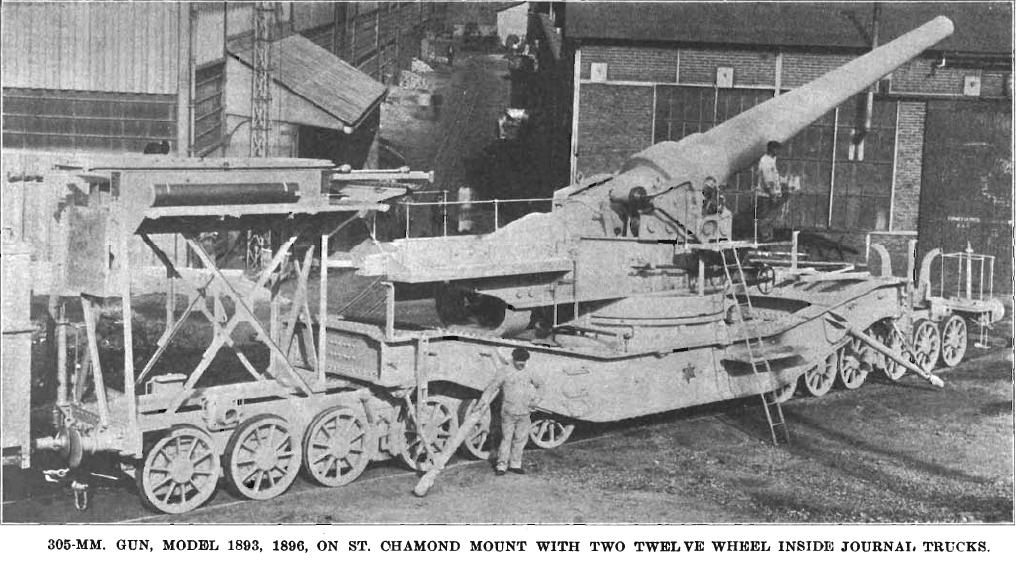
305 mm
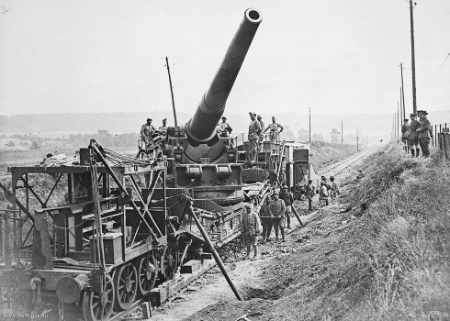
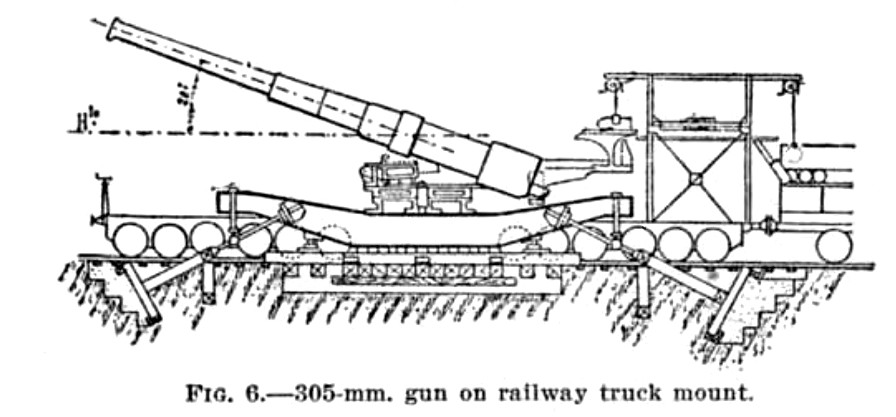
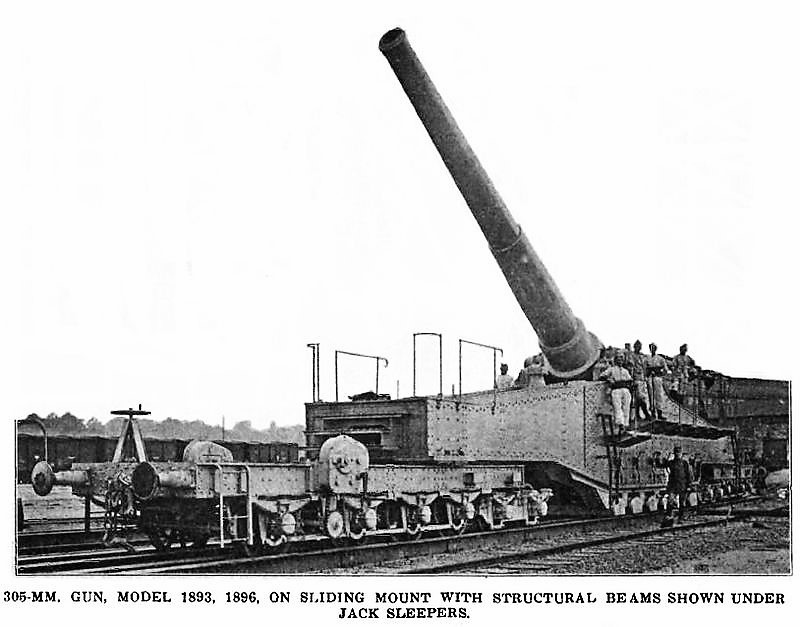
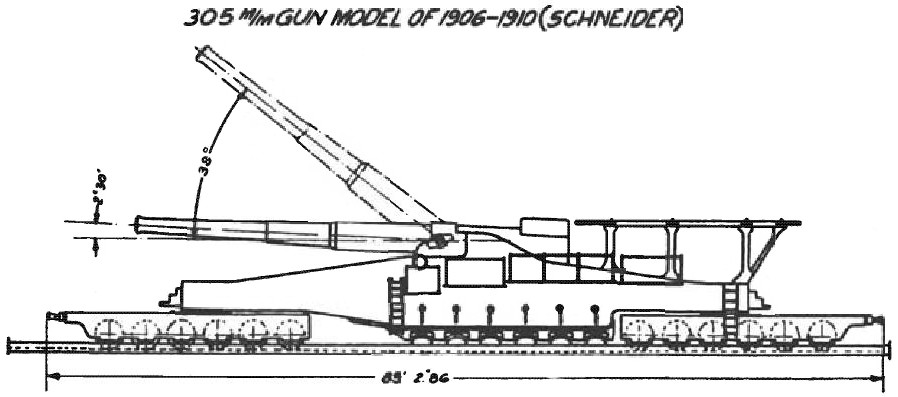
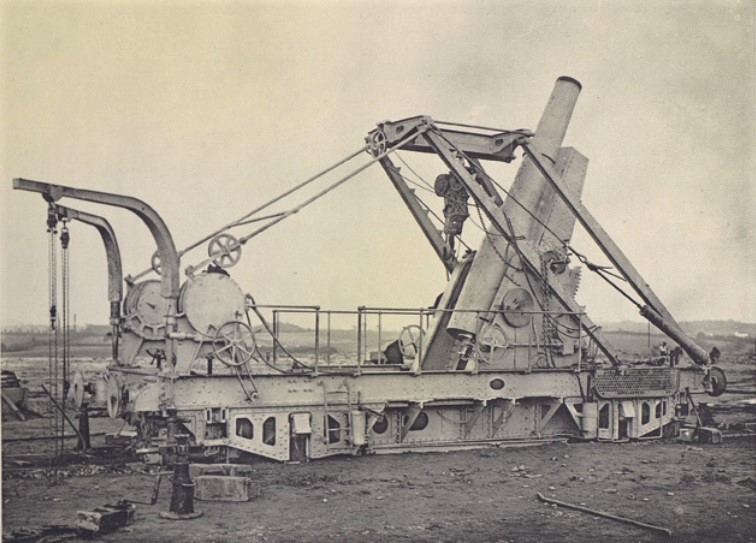
293 mm
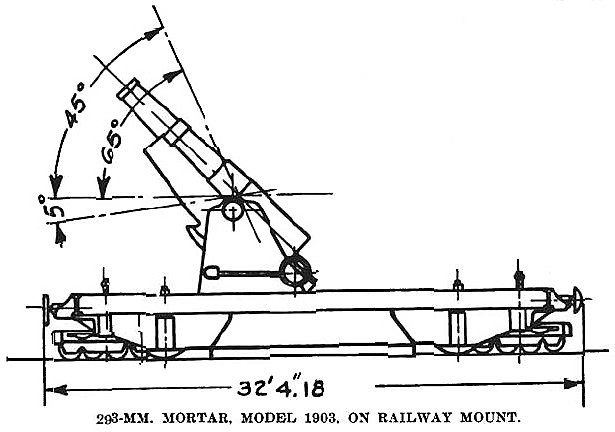
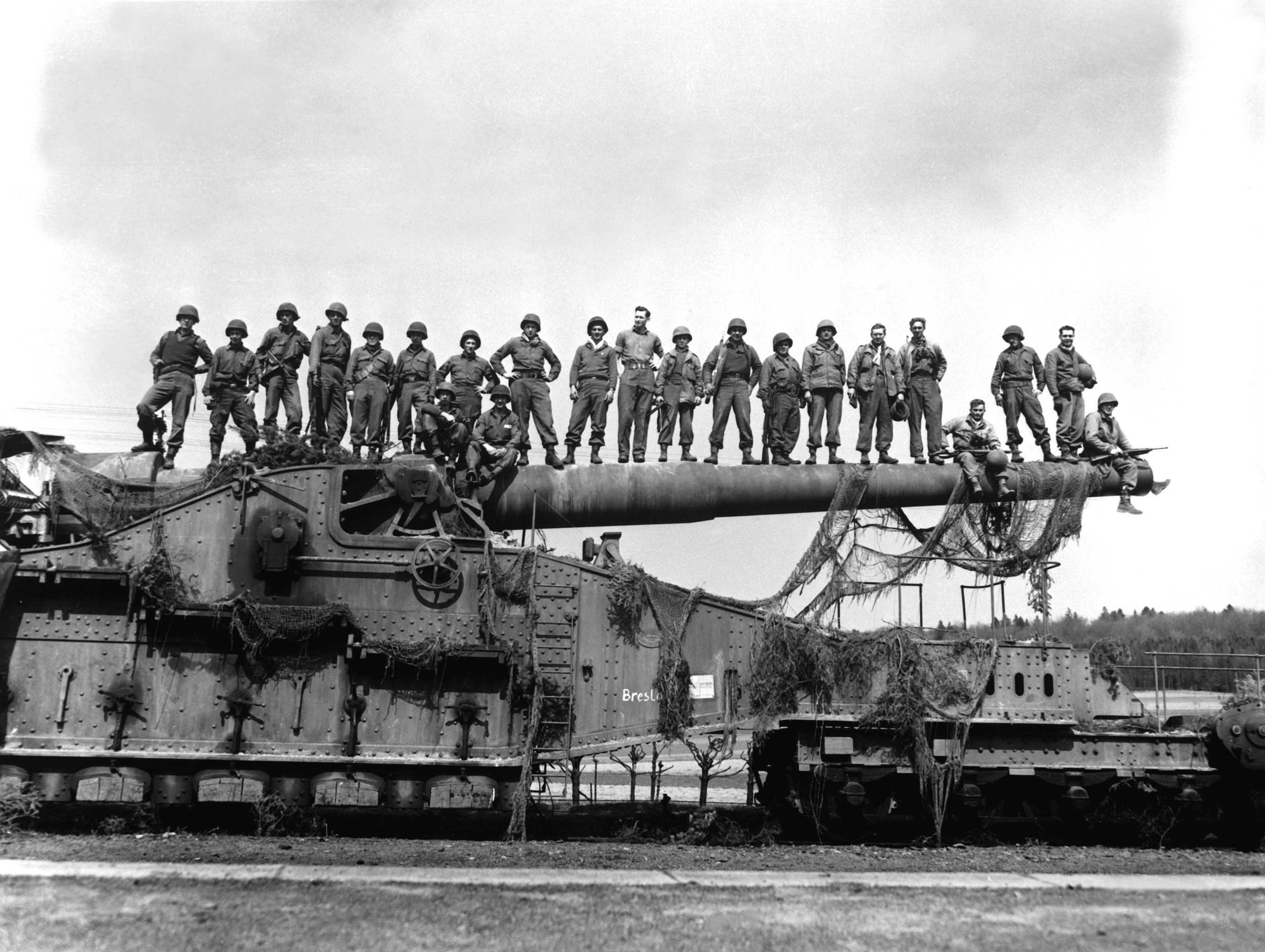
274 mm
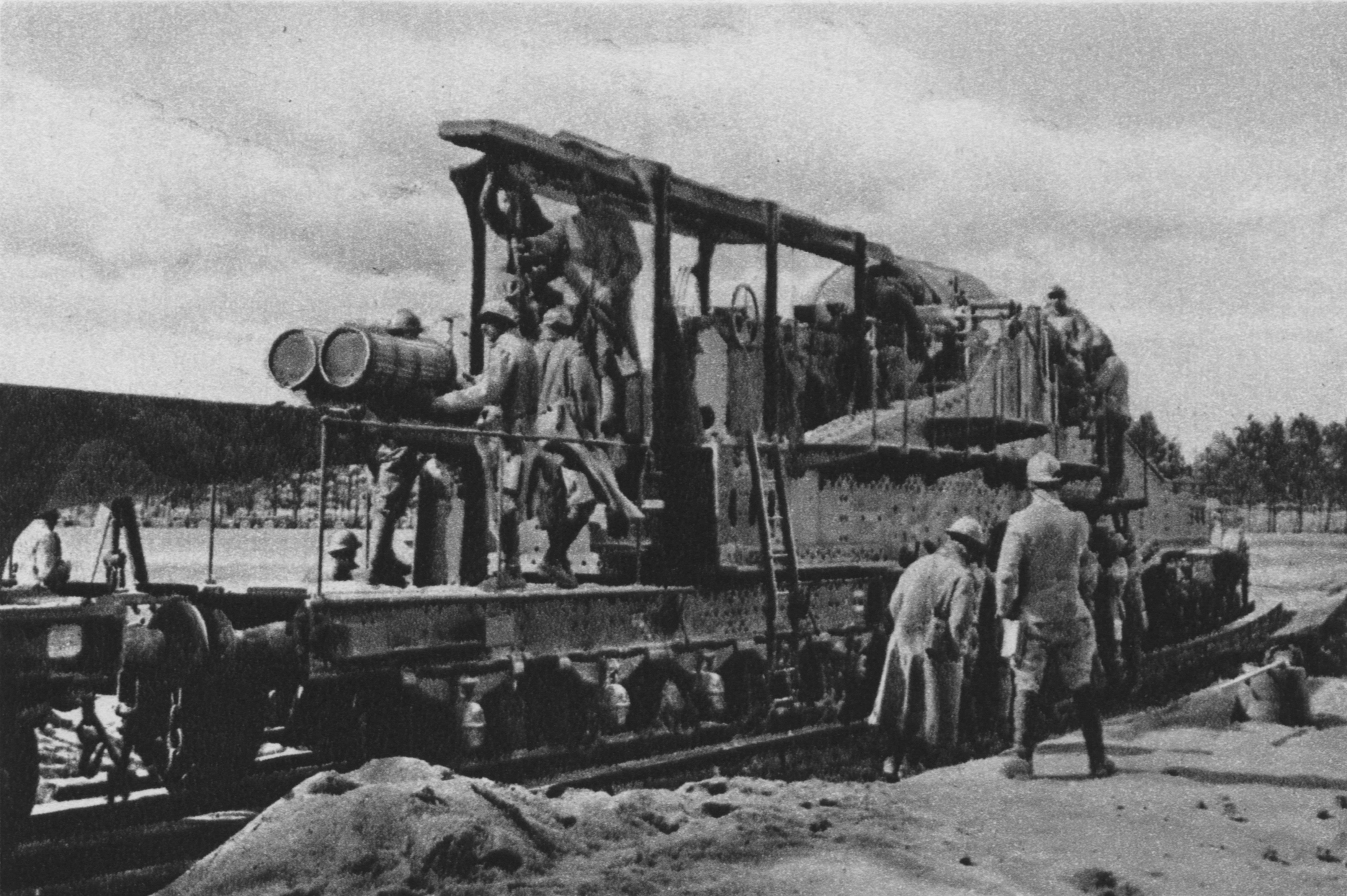
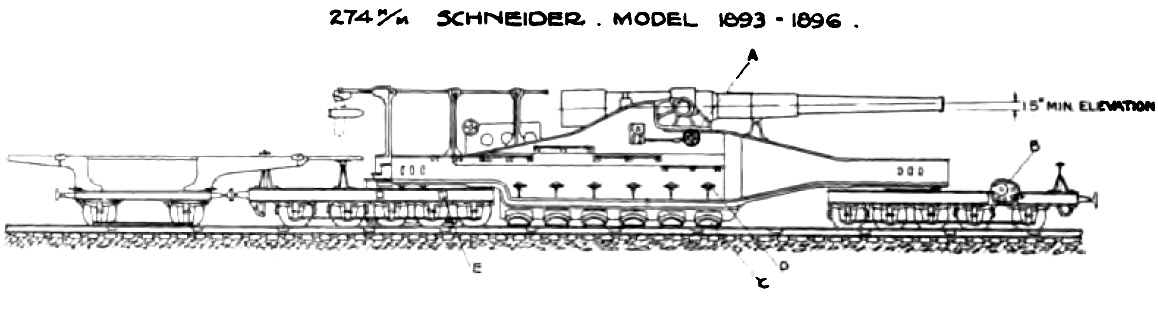
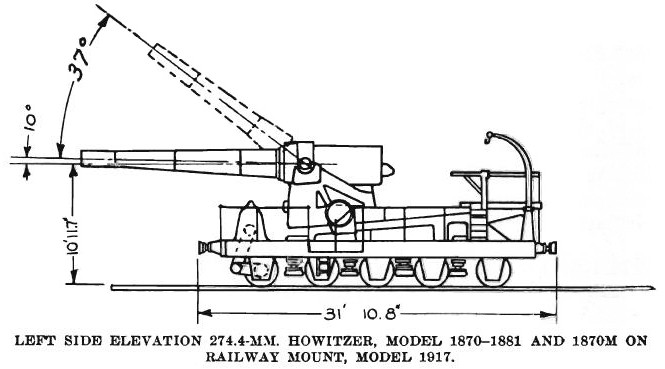
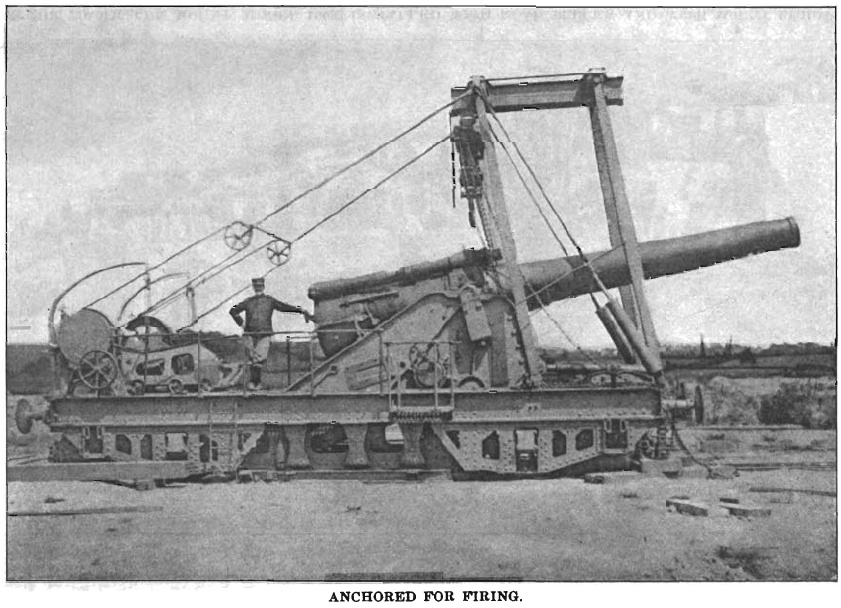
240 mm
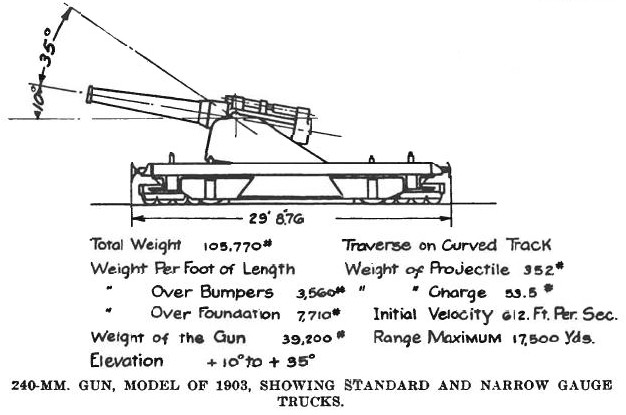
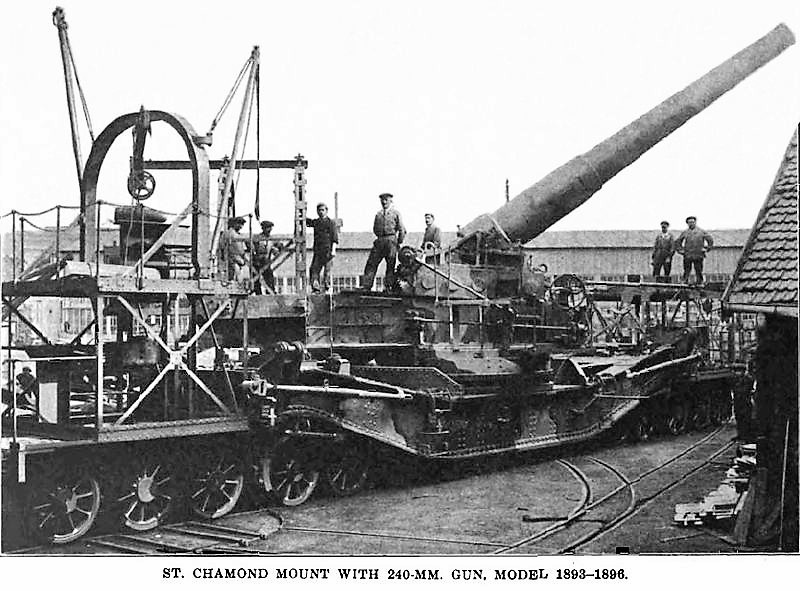
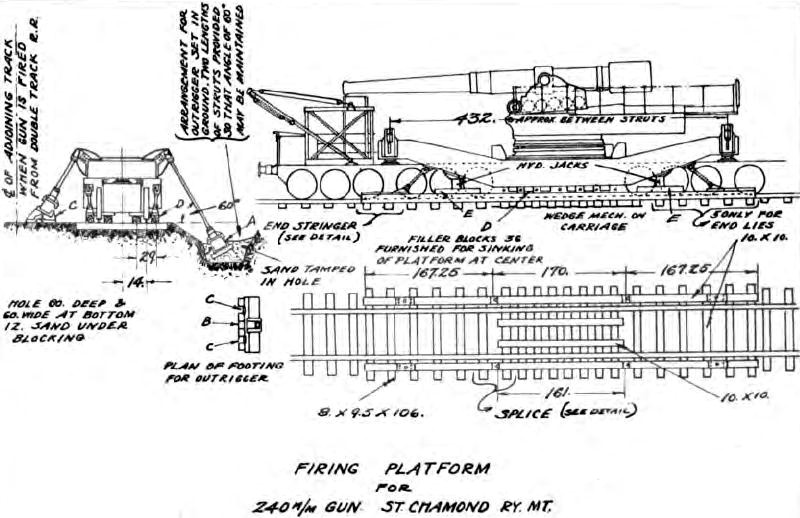
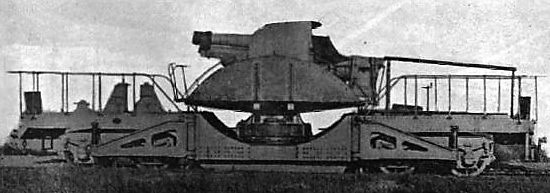
200 mm
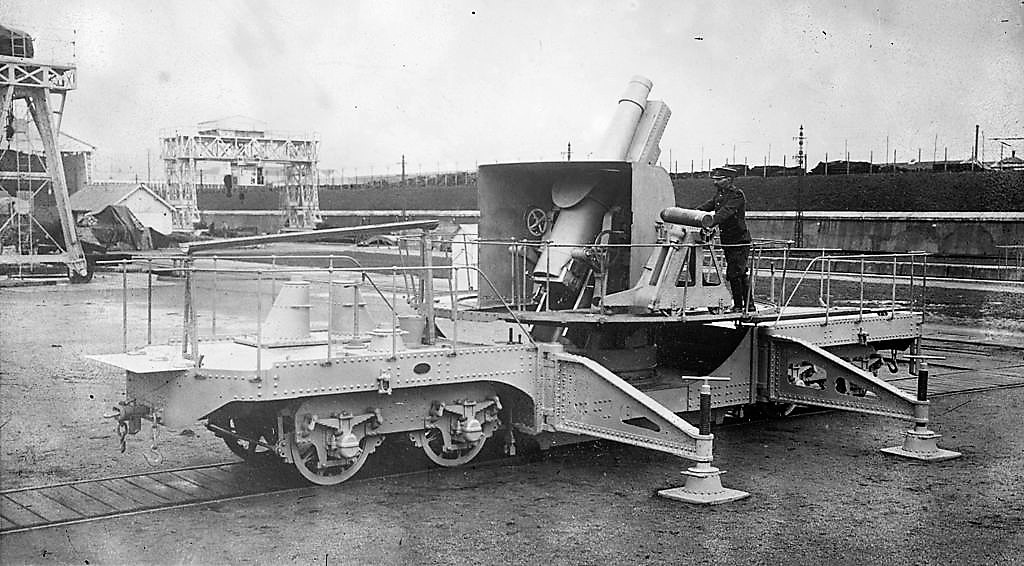
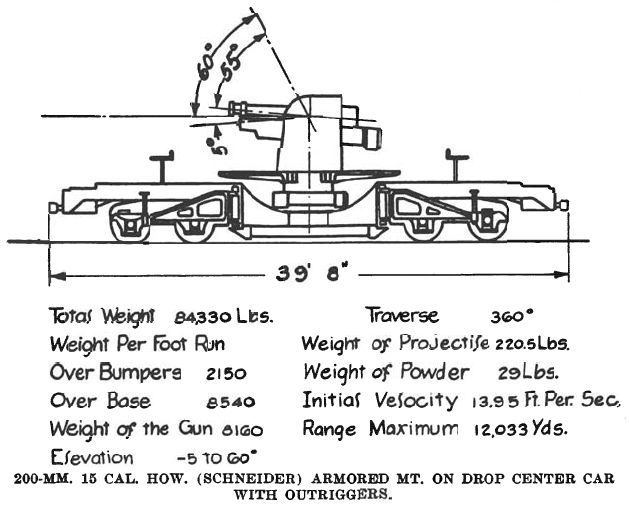
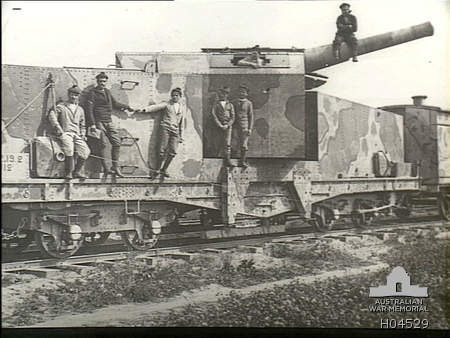
190 mm
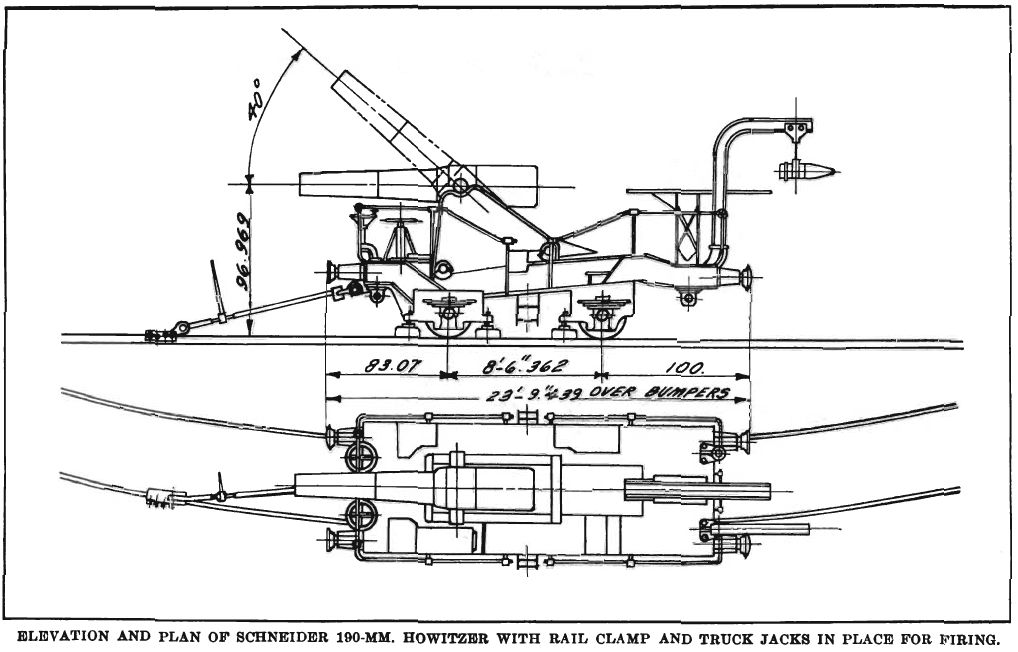
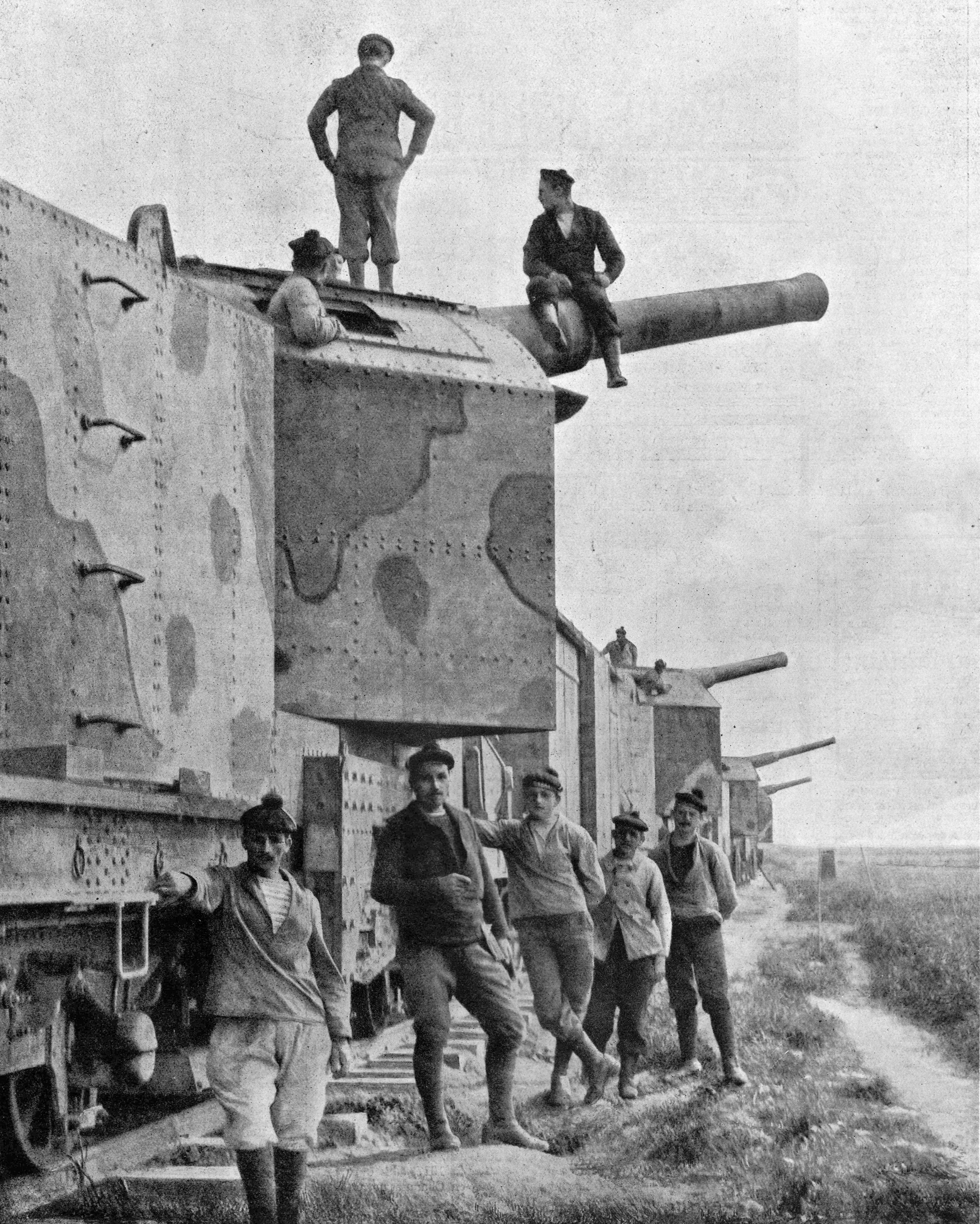

### Armée soviétique

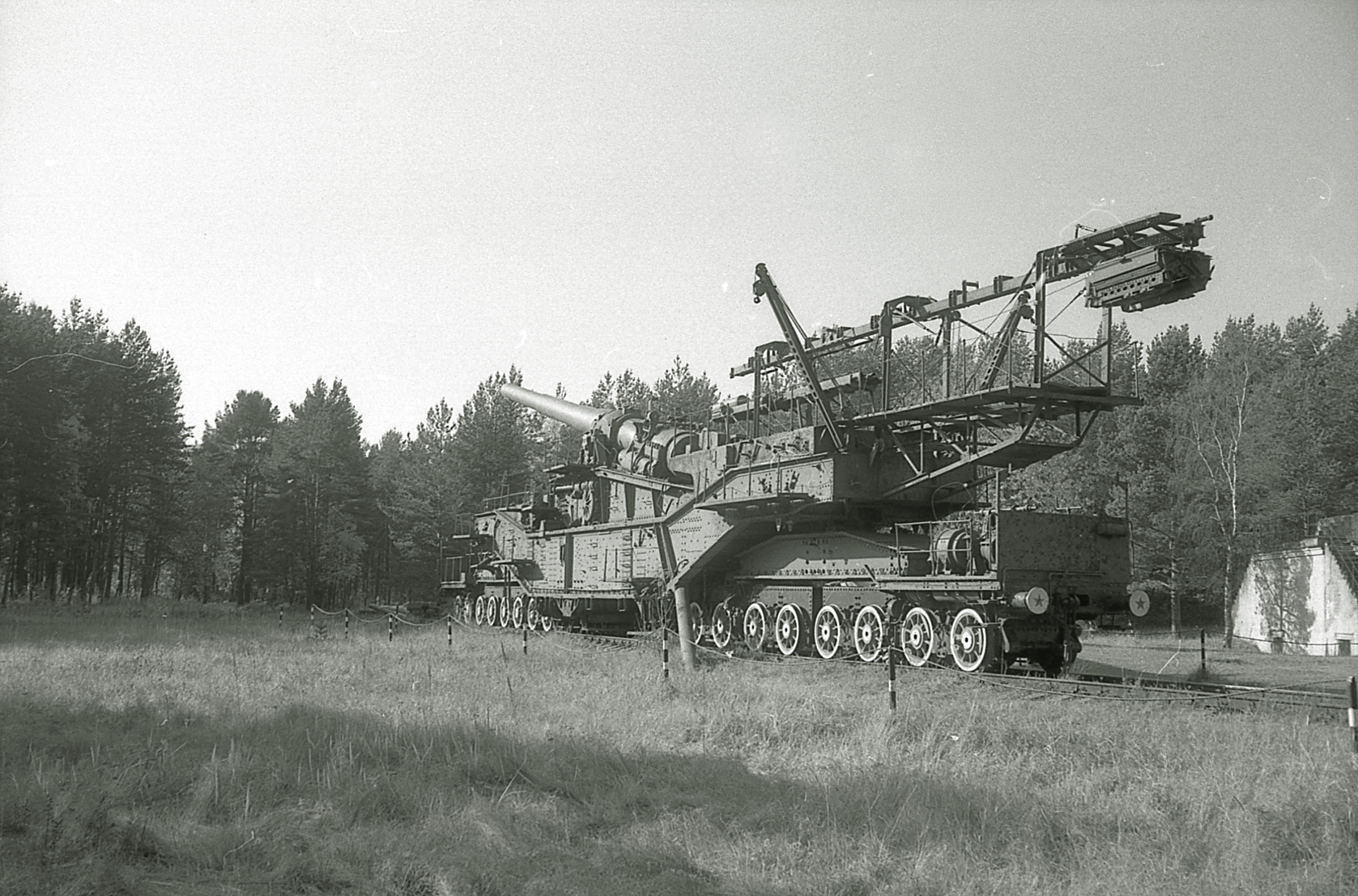
TM-3-12
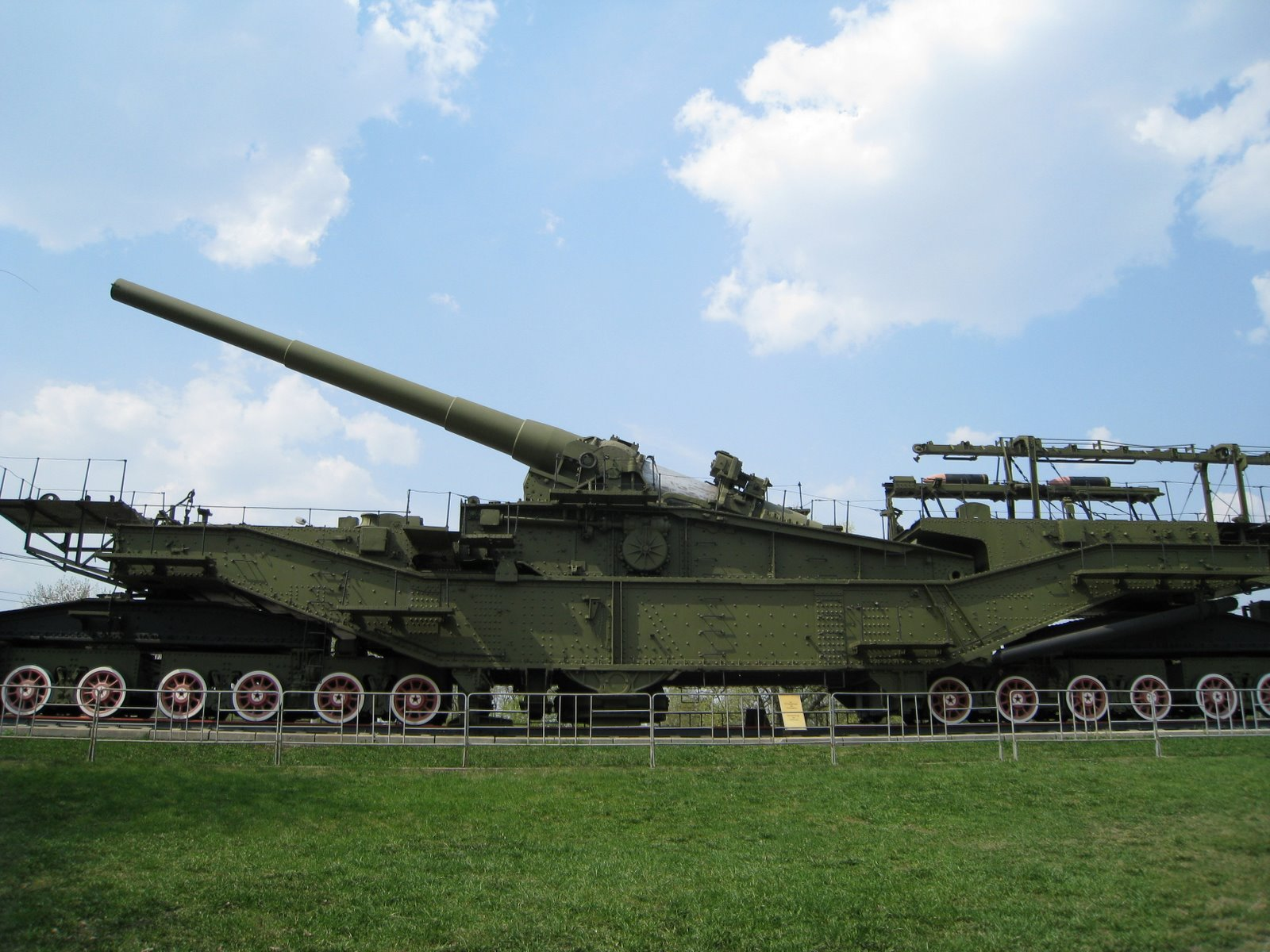
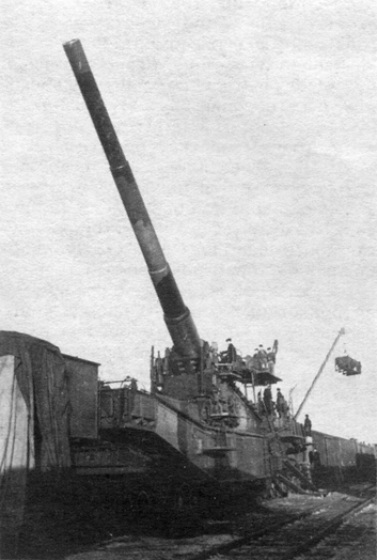
TM-1-14
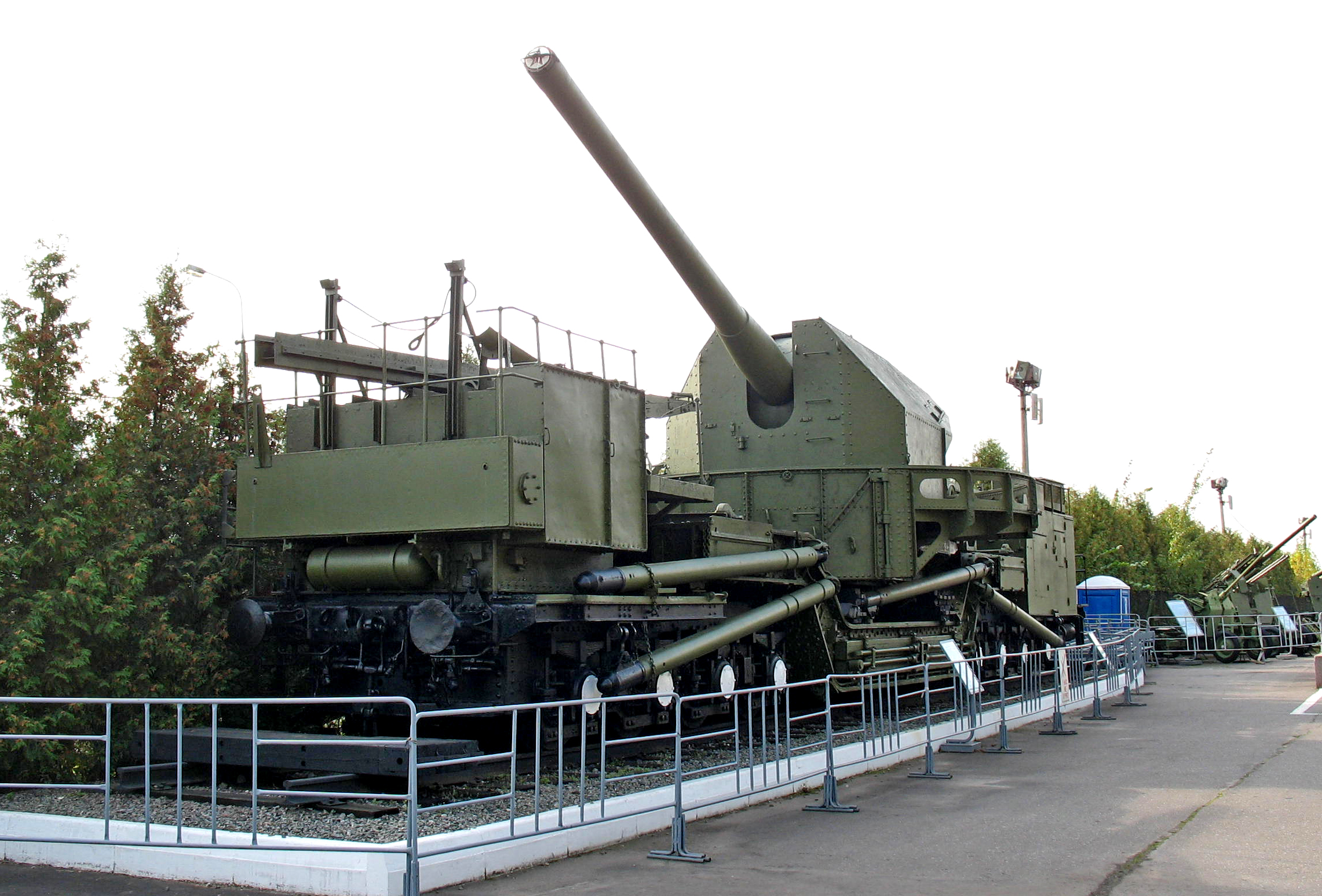
ТМ-1-180.

### Armée des États-Unis

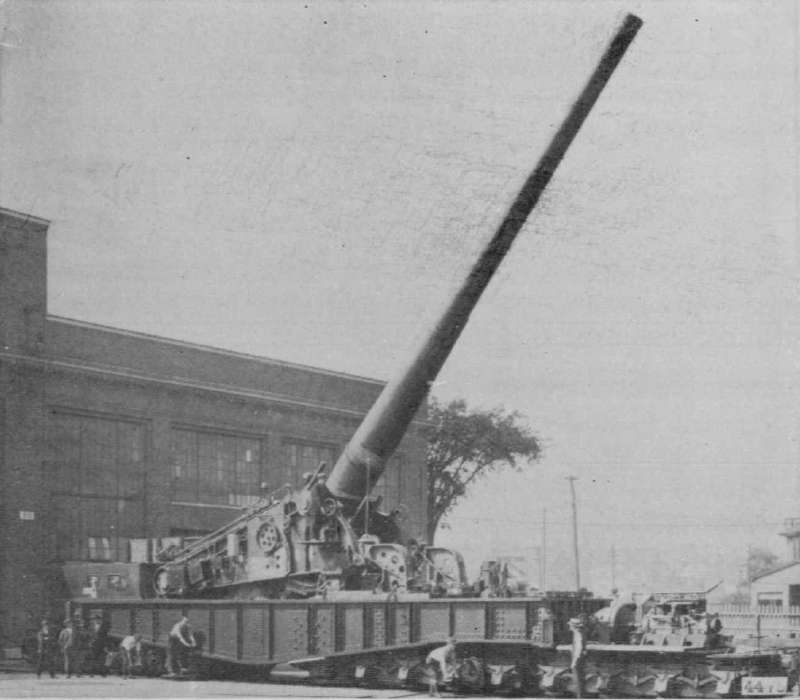
14-inch railway gun
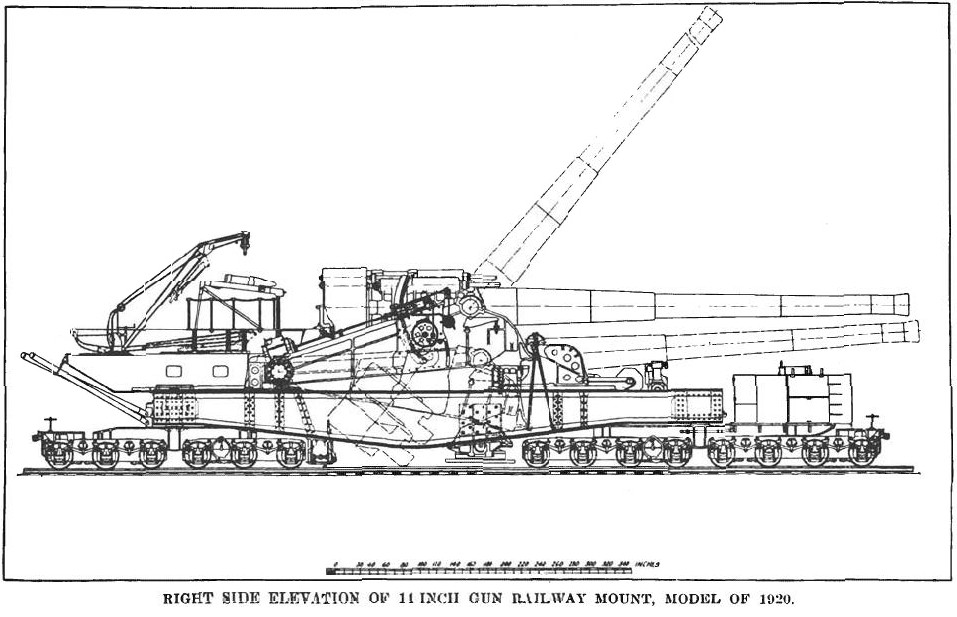
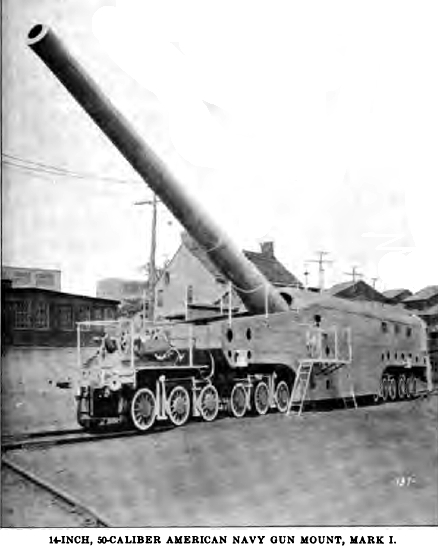
US 14-inch 50 cal gun on Mk I carriage
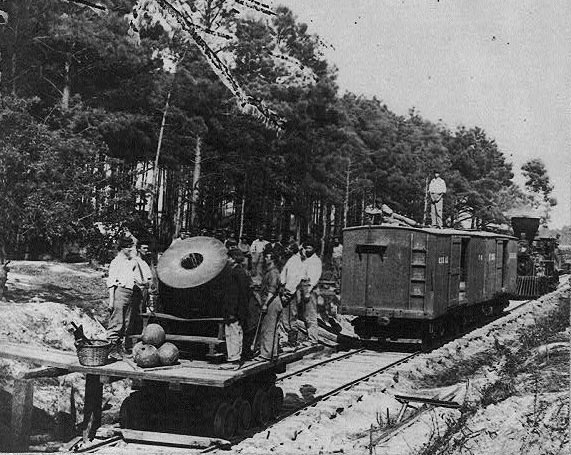
13 inch mortar "Dictator"
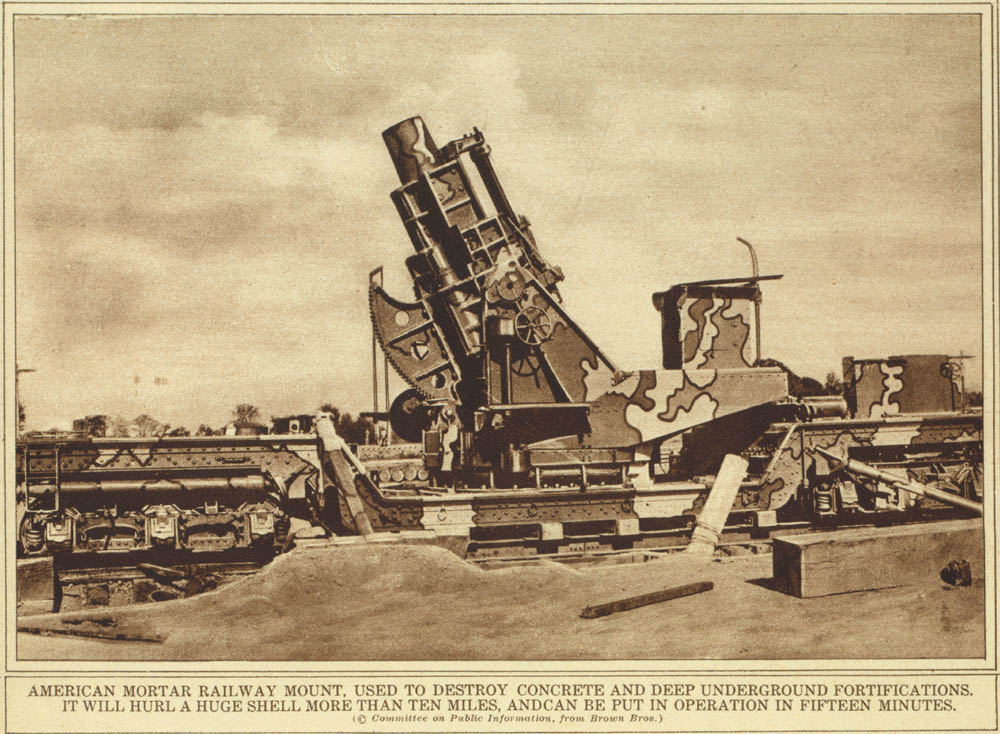
12 inch mortar on railway mounting
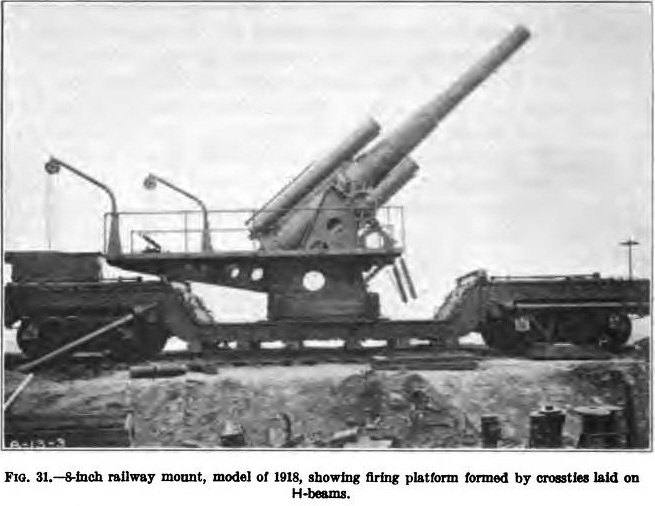
US M1918 8-inch railway gun